# Liste der Straßen und Plätze in Berlin-Müggelheim

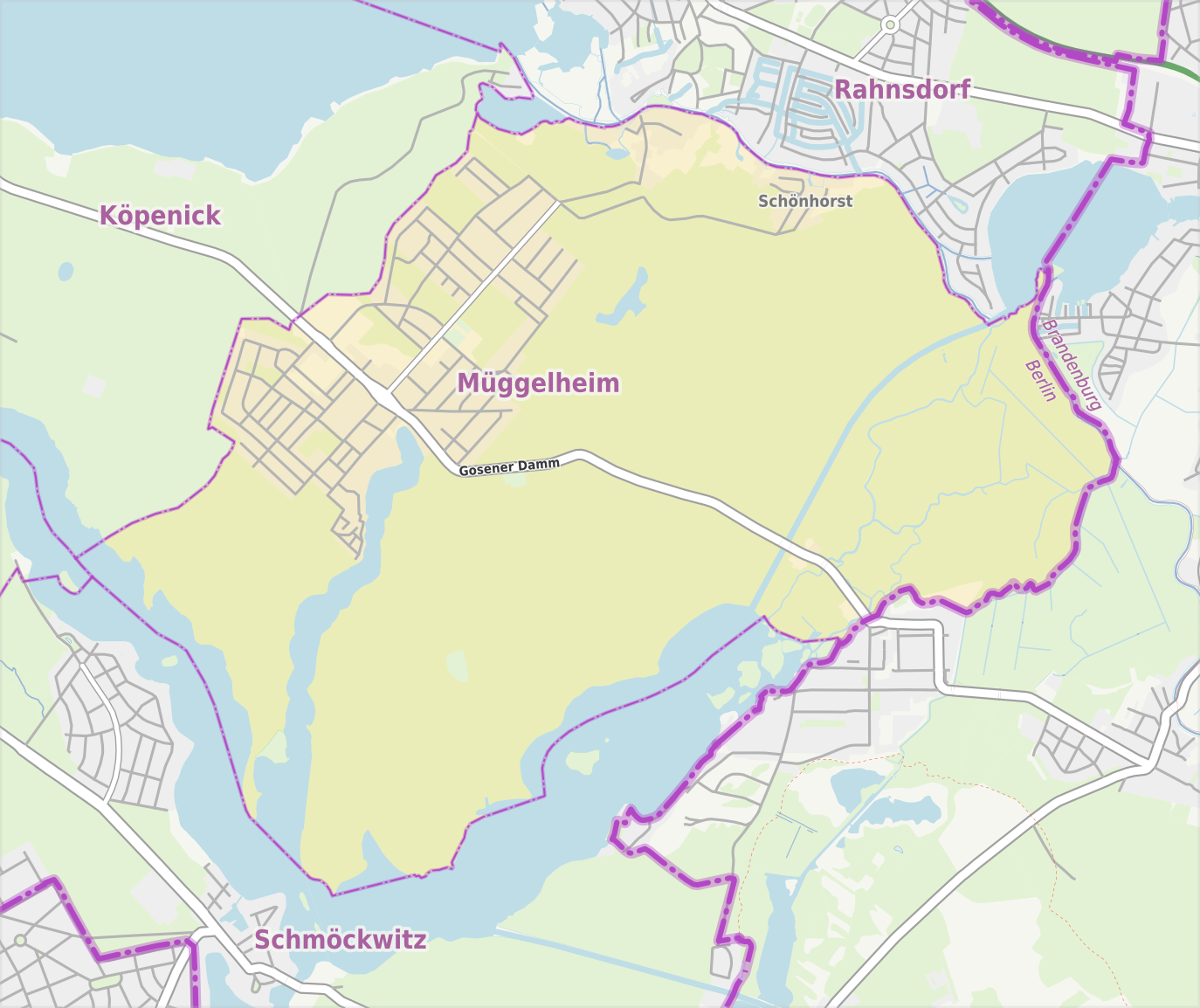
Übersichtskarte von Berlin-Müggelheim

Die Liste der Straßen und Plätze in Berlin-Müggelheim beschreibt das Straßensystem im Berliner Ortsteil Müggelheim mit den entsprechenden historischen Bezügen. Gleichzeitig ist diese Zusammenstellung ein Teil der Listen aller Berliner Straßen und Plätze.

## Überblick und Prinzipien der Straßenbenennung
Müggelheim hat 7.081 Einwohner (Stand: 31. Dezember 2023) und umfasst den Postleitzahlenbereich 12559. Im Ortsteil existieren 108 gewidmete Straßen, in die Nachbarortsteile reicht nur der Müggelheimer Damm. Die Gesamtlänge aller dieser Siedlungsstraßen und Wege beträgt 47,4 Kilometer.
Die Lage zwischen Müggelspree und Dahme führte dazu, dass die meisten Straßen und Wege von der Hauptstraße zwischen Köpenick und Spreenhagen abgehen: Müggelheimer Damm, Alt-Müggelheim, Gosener Damm und Gosener Landstraße.

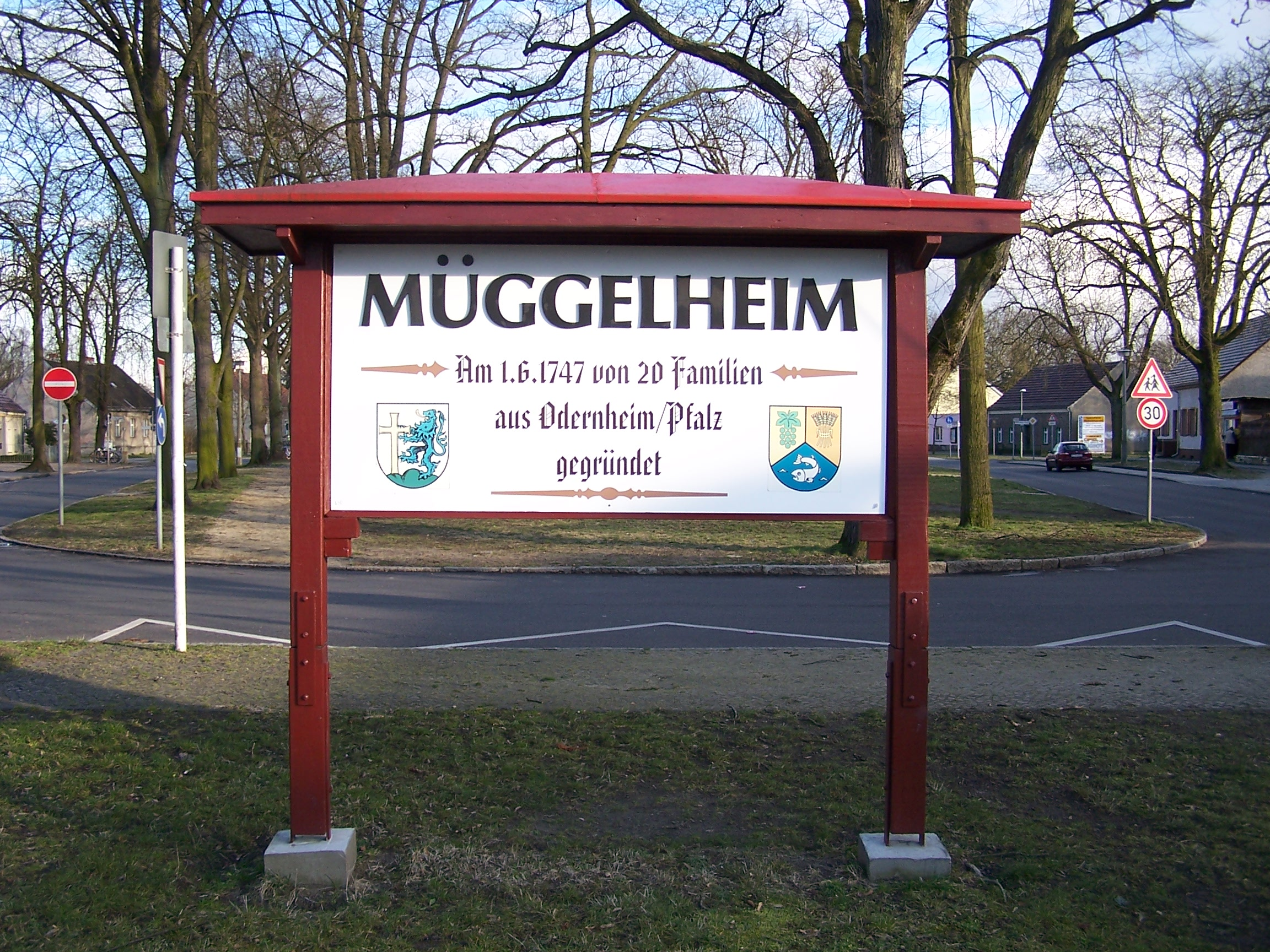
Begrüßungsschild am Ortseingang: Alt-Müggelheim

Im Straßensystem spiegelt sich die Ortsentwicklung um die Dorfaue wider. Die Kolonistensiedlung wurde im Jahr 1747 für 20 protestantische Bauernfamilien aus der Pfalz um einen langgestreckten Anger herum, die Dorfaue, angelegt. Bis zum Ende des 19. Jahrhunderts wurde es kaum erweitert. Im Jahr 1890 wurde die zehn Kilometer lange Chaussee von Köpenick zum Forsthaus Fahlenberg (heute: Müggelheimer Damm – Alt-Müggelheim – Gosener Damm – Gosener Landstraße bis etwa Neue Fahlenbergbrücke) ausgebaut, bis heute die einzige Zufahrtsstraße.
Die Parzellierungen des Müggelheimer Landes begannen Anfang des 20. Jahrhunderts. Die Ausdehnung des Ortes im Landkreis Teltow nach Norden und Süden erfolgte erst in den 1920er Jahren und während des Zweiten Weltkriegs. Im Berliner Adressbuch von 1922 sind unter Verwaltungsbezirk Cöpenick für Müggelheim erst drei Straßen benannt: Dorfstraße (von Chaussee nach Cöpenick, Weg nach Krampenburg zum Rahnsdorfer Weg), Gartenstraße (vom Rahnsdorfer Weg abgehend), Rahnsdorfer Weg (unbebaut von Dorf zu Spreewiesen) und Spreewiesen von der Gemarkung Rahnsdorf über Straße 35 (hier Restaurant Spreewiese) zum Dorf. Viele Straßen des Ortsteils wurden in den 1930er und 1940er Jahren nach Orten und Örtlichkeiten in der Pfalz (im historischen Gebiet des Herzogtums Pfalz-Zweibrücken) benannt, veranlasst durch die Gründung von Müggelheim durch 20 Pfälzer Kolonistenfamilien aus Odernheim und Meisenbach. Die nach 1950 benannten Straßen wurden bevorzugt nach Namen von Geländestücken oder lokal bekannten Persönlichkeiten benannt. Die Dynamik des Gebietes findet sich in den letzten Umbenennungen der 2000er Jahre. Dabei wurden viele Sandwege auch durch ein mindestens drei Meter breites Asphaltband ergänzt. Für den Anger von Müggelheim wurde eine Erhaltungsverordnung für Alt-Müggelheim eingerichtet. Die Benennungen der Nummernstraßen in den 2000er Jahren erfolgte nach Wünschen von Anliegern und im „Bestreben des Bezirksamtes, die noch bestehenden Nummernstraßen nach und nach mit ordentlichen Straßennamen zu versehen. [… Sie liegt] im öffentlichen Interesse zur Verbesserung der Orientierung für Anlieger, Besucher und sonstige Verkehrsteilnehmer.“ Jedoch scheiterten einzelne Namenswünsche, da im wiedervereinigten Berlin nach Maßgabe des Senats keine bereits vergebenen Straßennamen wiederholt werden dürfen.

## Übersicht der Straßen und Plätze
Die nachfolgende Tabelle gibt eine Übersicht über die vorhandenen Straßen und Plätze im Ortsteil sowie einige dazugehörige Informationen.
- Name/Lage: aktuelle Bezeichnung der Straße oder des Platzes. Über den Link Lage kann die Straße oder der Platz auf verschiedenen Kartendiensten angezeigt werden. Die Geoposition gibt die Lage der ungefähren Mitte der Straßenlänge an.
- Im amtlichen Straßenverzeichnis nicht aufgeführte Verkehrswege sind mit * gekennzeichnet.
- Ehemalige oder nicht mehr gültige Straßennamen sind kursiv gesetzt. Für bedeutende ehemalige Straßen oder historische Straßennamen ist gegebenenfalls eine gesonderte Liste vorhanden.
- Länge/Maße in Metern:
Die in der Übersicht enthaltenen Längenangaben sind  gerundete Übersichtswerte, die in Google Earth mit dem dortigen Maßstab ermittelt wurden. Sie dienen Vergleichszwecken und werden, sofern amtliche Werte bekannt sind, ausgetauscht und gesondert gekennzeichnet.
Bei Plätzen sind die Maße in der Form a × b für rechteckige Anlagen und für (ungefähr) dreieckige Anlagen als a × b × c mit a als längster Seite angegeben.
Sofern die Straße auch in benachbarte Ortsteile weiterführt, gibt der Zusatz ‚im Ortsteil‘ an, wie lang der Straßenabschnitt innerhalb des Ortsteils dieses Artikels ist.
- Namensherkunft: Ursprung oder Bezug des Namens.
- Anmerkungen: weitere Informationen über anliegende Baudenkmale oder Institutionen, die Geschichte der Straße und historische Bezeichnungen.
- Bild: Foto der Straße oder eines anliegenden Objektes.

| Name/Lage                                 | Länge/Maße (in Metern)                  | Namensherkunft                                                                                                 | Datum der Benennung | Anmerkungen | Bild |
| ----------------------------------------- | --------------------------------------- | --- | ------------------- | --- | --- |
| Abtweiler Straße (Lage)                   | 0140                                    | Abtweiler, Gemeinde in Rheinland-Pfalz, Verbandsgemeinde Meisenheim                                            | 16. Aug. 1928       | Die Straße geht von der Gersweiler Aue Ecke Staudernheimer Straße nach Südost ab und kreuzt die Meisenheimer Straße, bevor sie am Berliner Stadtforst Jagen 180 in einen Fußweg zur Krummen Laake übergeht. Die Straße liegt in einem Gebiet, in dem weitere Straßen pfälzische Namen tragen, vor der Benennung war sie als Straße 689 trassiert. Für 1930 ist die Straße im Verlauf Staudernheimer Straße, Gersweiler Aue und Meisenheimer Straße aufgeführt mit einem Wohnhaus des Schlossers Reimer, für 1943 sind es drei Wohnhäuser und ein Sommerhaus. Zur Straße gehören die Grundstücke 1–11 sowie 2 und 4, als Asphaltband, das zur Meisenheimer Straße abbiegt, liegen 60 Meter der Straße, und sie geht als unbefestigter Fahrweg (Sackgasse) weiter, wobei auf der geraden (Südwest-)Seite bereits Wald steht. | Berlin-Müggelheim Abtweilerstraße |
| Alsenzer Weg (Lage)                       | 0720                                    | Alsenz, Gemeinde in Rheinland-Pfalz                                                                            | 29. Jan. 1937       | Die Straße liegt zwischen Müggelheimer Damm und Enkenbacher Weg und ist nach Bebauungsplan als Straße 619 trassiert. Die Ansiedlung in Müggelheim wurde 1747 von Pfälzer Kolonisten gegründet, weshalb Straßen nach Orten in Rheinland-Pfalz benannt sind. Der Alsenzer Weg ist 1943 auf den mit Nummern versehenen 72 Grundstücken in Orientierungsnummerierung in Zählrichtung vom Müggelheimer Damm aus aufgeführt. | Berlin-Müggelheim Alsenzer Weg |
| Alt-Müggelheim (Lage)                     | 0320                                    | Anger der Kolonistensiedlung Müggelheim                                                                        | 8. März 1935        | Die Straße liegt zu beiden Seiten in Richtungsfahrbahnen vom Siedlungskern und der Kirche zwischen Hirseländer Weg und Krampenburger/Geinsheimer Weg. Als Hauptstraße des Ortsteils setzt sie sich nach Norden in Richtung Köpenick im Müggelheimer Damm und nach Süden zur Stadtgrenze im Gosener Damm fort. Die Straße ist im Berliner Straßensystem als übergeordnete Straßenverbindung kategorisiert. Die spindelförmige, an mittelalterliche Angerdörfer erinnernde Straßenanlage zwischen Müggelheimer Damm und Gosener Damm umschließt die Kirche und die ehemalige Dorfschule. Die historischen Straßennamen Dorfaue und Dorfstraße wurden nach der Eingemeindung nach Groß-Berlin 1935 in dem für Berlin üblichen Muster Ortsteil mit dem Präfix „Alt-“ umbenannt. 1935 wurden die Dorfaue und der Teil der Dorfstraße vom Alten Krug bis zum Krampenburger Weg in Alt-Müggelheim umbenannt, der nach Südosten führende Teil der Dorfstraße wurde in Gosener Damm benannt. Für 1943 werden auf den 20 Grundstücken in unregelmäßiger Nummerierung teilweise mit mehreren Parteien bewohnte Wohnhäuser, die Kirche (22), die Schule (21) und die Ortsamtsstelle Müggelheim (10) aufgeführt. Im aktuellen amtlichen Verzeichnis sind die Grundstücke 1–22 (fortlaufend) verzeichnet. Bis in die 1920er Jahre war die Dorfstraße ein unbefestigter Sandweg um die Kirche aus der Gründerzeit der Pfälzer Kolonisten mit Grünflächen an den unbefahrenen Stellen. 2006 wurde die Straße im Müggelheimer Zentrum saniert. | Berlin-Müggelheim Alt-Müggelheim · Berlin-Müggelheim Alt-Müggelheim Dorfschule · Berlin-Müggelheim Alt-Müggelheim                                                           |
| Am Bauernwäldchen (Lage)                  | 0410                                    | Waldgebiet, das den ursprünglichen Siedlern gehörte                                                            | 11. Jan. 2010       | Die Straße Am Bauernwäldchen trug bis zur Benennung nach Bebauungsplan die Bezeichnung Straße 686. Sie liegt zwischen Becherbacher Straße und Geinsheimer Weg nordöstlich vom Gosener Damm. Im Adressbuch 1943 sind neun Wohnhäuser und vier Sommerhäuser ohne Grundstücksnummerierung ausgewiesen. „Die Benennung in Am Bauernwäldchen bezieht sich auf die Lage an einem mit Kiefern bestandenen Bauernland der Kolonisten, das den Flurnamen ‚Die Saugärten‘ trägt.“ Das aktuelle Verzeichnis nennt die Grundstücke Am Bauernwäldchen 1–39 (ungerade) und 4–40 (gerade). | Berlin-Müggelheim Am Bauernwäldchen |
| Am Bauersee (Lage)                        | 0310                                    | Bauersee, Überrest eines Nebenarmes der Spree; auf Wunsch der Anwohner benannt                                 | 24. Sep. 2009       | Die Straße 34 wurde 2008 teilweise (im öffentlichen Abschnitt) benannt, sie liegt mit den Grundstücken 1–14 (fortlaufend) zu beiden Seiten der Straße Zur Fähre. Es ist eine kleine ruhige Wohnstraße mit dörflichem Charakter. Der Bauersee in Müggelheim ist der Überrest eines Nebenarmes der Spree, der in Höhe der Siedlung Spreewiesen aus dem Spreelauf abzweigte und östlich des Kleinen Müggelsees über das Rinnsal Parine wieder in den Fluss zurückführt. Die vom Bauersee und von der Spree umflossene „Insel am Bauersee“ ist zufolge der Teilverlandung keine Insel mehr. Der Bauersee ist umgeben von sumpfigem Gelände, Feuchtwiesen und Laubwald. Die Straße 34 ist im Adressbuch 1943 mit einem Wohnhaus in der projektierten Siedlung von Straße 50, über Straße 35, Straße 36, Straße 37, Straße 38, Straße 39, Straße 40, Straße 41, Straße 42 und Straße 43 zur Spree angegeben. Inzwischen ist die Bebauung verschwunden, zwischen dem Verlauf von Straße 38 und Straße 41 und östlich von dieser Forst besteht unbebautes Grünland in dem Siedlungsgebiet am Südufer der Müggelspree. Benannt wurde der öffentliche Teil der Straße, der private Bereich der Straße 34 blieb unberührt, solange die Eigentümer keinen Benennungsantrag stellen. | Berlin-Müggelheim Am Bauersee · Berlin-Müggelheim Am Bauersee |
| Am Kaniswall (Lage)                       | 1150                                    | Kaniswall, Erhebung um einen kleinen bewaldeten Sandhügel in den Gosener Wiesen                                | 5. Juni 2012        | Der Weg Am Kaniswall ist eine vom Amt Spreenhagen weitergeführte Verbindung zum Freilandlabor Kaniswall im Berliner Forst, er führt an der Westseite des Waldgebiets des Kanis- und Streitwall entlang und liegt zum Teil in Müggelheim. Er setzt sich nach Südost in Neu-Zittau (Amt Spreenhagen) mit Anschluss über den Kappweg durch die Kaufwiesen zur Berliner Straße außerhalb des Berliner Stadtgebietes fort, und auch der Nordanschluss führt in die Gosener Wiesen außerhalb des Stadtgebiets. Der Kaniswall entstand während der letzten Eiszeit vor etwa 18.000 Jahren im Berliner Urstromtal und ist der südlichste Ausläufer des Barnim. Zur Herkunft der Bezeichnung Kaniswall ist durch Theodor Fontane überliefert, dass im 19. Jahrhundert ein Fischer namens Kahnis mit seiner Familie an diesem Ort lebte. Ob es den Fischer vom Kahniswall tatsächlich gab und ob auf dem Kaniswall die Kolonistenfamilie Blume ansässig war, muss offenbleiben. | Das Freilandlabor an dem Zugangsweg |
| Am Müggelberg (Lage)                      | 0530                                    | Müggelberge, Höhenzug im Südosten Berlins                                                                      | 13. Juni 1936       | Am Müggelberg ist die westlichste Straße im südlichen Müggelheimer Siedlungsgebiet nahe der Grenze zum Ortsteil Köpenick und liegt am östlichen Rand der Müggelberge. Sie liegt zwischen Grünstadter Weg und Philipp-Jacob-Rauch-Straße. Bis zum Benennungszeitpunkt als Straße 601 des Müggelheimer Bebauungsplans geführt. Im Adressbuch 1930 ist die Straße 601 noch nicht aufgeführt, wohl aber weitere 600er Straßen. Im Adressbuch 1935 ist sie zwischen Straße 605 und Feldmark mit vier Wohnhäusern auf nicht nummerierten Grundstücken verzeichnet. Für die Straße sind aktuell in den amtlichen Unterlagen die Grundstücke Am Müggelberg 20–78 (gerade) und 21–75 (gerade) verzeichnet, somit existieren die Grundstücke kleiner 20 nach Nord durch den Stadtforst Köpenick zum Müggelheimer Damm nicht. | Berlin-Müggelheim Am Müggelberg |
| Am Steilhang (Lage)                       | 0140                                    | steiler Geländeabfall von zehn Metern zur Großen Krampe                                                        | 5. Nov. 1942        | Der Weg im Südosten des Ortsteils an der Großen Krampe läuft südostwärts vom Horchheimer Weg als schmales Asphaltband mit unbefestigten Randstreifen ab, und am Steilhang überwindet eine Treppe den Abstieg zum Rinnstaler Steig. Ein anderer Teil des Weges zweigt als Sackgasse nach rechts ab. Aktuell sind in der amtlichen Liste die Grundstücke 1–19 (ungerade) sowie 4, 6 und 18, 20 aufgeführt. Der Weg ist im Adressbuch 1943 unbebaut zwischen Horchheimer Weg und Rinntaler Steig aufgeführt. Die Straße gehört zur Siedlung Große Krampe, 1923 noch Wald mit einem Uferstreifen unter dem Namen Heiga. Im Adressbuch 1935 noch zusammenfassend als parzelliertes Heiga-Gelände aufgeführt. Die Bodenformation wurde durch Sandabbau für Mörtel verändert und das Land wurde nach dem Ende des Abbaus besiedelt. | Berlin-Müggelheim Am Steilhang |
| Am Wildbusch (Lage)                       | 0290                                    | Wildbusch, anliegendes Waldstück                                                                               | 1. Juli 2008        | Der vorherige Name war Straße 655. Die Straße liegt zwischen Tongrubenweg und Hirseländer Weg, die Nordostseite der Straße grenzt an das Waldstück „Die Apfelstücke“. Die bebaute Straßenseite liegt ungenutztem Bauernland mit einer ehemaligen Kiesgrube gegenüber. In dem Waldstück haben sich Sträucher, Büsche und Bäume unkontrolliert angesiedelt und vermehrt, und das Unterholz ist teilweise so dicht, dass ein Durchgang nicht möglich ist. Die Straße 655 ist im Adressbuch 1943 mit acht Wohnhäusern und zwei Sommerhäusern in der heutigen Führung schon genannt, und auch die Angabe Forst auf der unbebauten Seite ist angegeben. | Berlin-Müggelheim Am Wildbusch |
| An der Himmelswiese (Lage)                | 0340                                    | Himmelswiese, hier liegendes parzelliertes Bauernland                                                          | 5. Feb. 2008        | Die Privatstraße 696 wurde am 4. Juli 1991 in Straße 696 umbenannt und erhielt im Jahr 2008 ihre neue Benennung. Sie liegt zwischen dem Tongrubenweg und dem Hirseländer Weg im Norden des Ortsteils, durch ein Waldstück und die Kolonie Hirseländer vom Kleinen Müggelsee getrennt. Der Weg befindet sich unweit eines ehemaligen parzellierten Bauernlandes, der Himmelswiese, von der ein größerer Teil seit den 1930er Jahren ein eingezäuntes Gelände war. Es gehört heute dem „Sport- und Erholungsverein Kleiner Müggelsee e. V.“. Viele Jahre standen auf dem Gelände nur Zelte, später entstanden kleine Sommerlauben. 1943 ist die Straße 696 mit acht Wohnhäusern und zwei Sommerhäusern in der heutigen Lage genannt, auf der rechten Seite liegt der Forst, die Straße endet am Forst. Die heutigen Grundstücke sind An der Himmelswiese 1–31 (ungerade) und 2–40 (gerade). | Berlin-Müggelheim An der Himmelswiese |
| An der Krummen Lake (Lage)                | 0420                                    | Krumme Laake, See östlich von Müggelheim                                                                       | 24. Juni 1960       | Sie verläuft als Sackgasse von der Duchrother über die Glottertaler Straße nach Nordosten parallel zum Forst hinter den östlichen Grundstücken und endet am NSG Krumme Lake. Sie erschließt die Grundstücke An der Krummen Lake 1–51 (ungerade) und 4–52 (gerade) im nördlichen Siedlungsgebiet des Ortsteils. Der Name des Sees ist von seiner Form abgeleitet. Lake (auch Laake und Lanke) ist die Bezeichnung für einen zu- und abflusslosen Waldsee, der langsam verlandet, bzw. einen Sumpf. | Berlin-Müggelheim An der Krummen Lake |
| Annweilerweg (Lage)                       | 0270                                    | Annweiler, Stadt in Rheinland-Pfalz                                                                            | 8. März 1935        | Die Straße liegt zwischen Hirseländer Weg und Odernheimer Straße im Siedlungsgebiet nördlich des Ortskerns und parallel zwischen Kirsteiner und Norheimer Weg. 1935 wurde der Zufahrtsweg nach dem Müggelheimer Bebauungsplan Straße 640 wie weitere Straßen in Müggelheim nach Orten in der Pfalz benannt, in Erinnerung an die 20 Pfälzer Familien, die 1747 diesen Kolonistenort gegründet haben. | Berlin-Müggelheim Annweilerweg |
| Appelbacher Weg (Lage)                    | 0560                                    | Appelbach, Fluss in Rheinland-Pfalz                                                                            | 4. Dez. 1930        | Die als Straße 617 trassierte Straße wurde 1930 nach dem rechten Nebenfluss der Nahe benannt, wobei diese Örtlichkeit in der Pfalz gewählt wurde, da Müggelheim 1747 von Pfälzer Kolonisten gegründet wurde. Sie liegt zwischen Berghauser und Philipp-Jacob-Rauch-Straße. Für 1935 stehen sechs Wohnhäuser und ein Sommerhaus an dieser Straße, deren Lage mit Forst, Ludwigshöhenweg, projektierter Straße und Feldmark angegeben wird. Im aktuellen Adressverzeichnis sind die Grundstücke Appelbacher Weg 1–57 (ungerade) und 2–54 (gerade) verzeichnet. Die Straße gehört zum Siedlungsgebiet von südwestlich vom Ortskern. | Berlin-Müggelheim Appelbacher Weg |
| Becherbacher Straße (Lage)                | 0410                                    | Becherbach, Gemeinde in Rheinland-Pfalz                                                                        | 16. Aug. 1928       | Die Straße liegt zwischen Odernheimer Straße und Gersweileraue/Gersweiler Straße (Sackgasse). Es ist ein zweispuriger Asphaltfahrweg mit einem unbefestigten breiten Randstreifen an der Nordseite und einem Gehweg mit Straßenbäumen an der gegenüberliegenden Seite. Die Straße 680 des Bebauungsplans wurde nach einer Pfälzer Gemeinde (entsprechend der Straßenlage in der Nähe von Meisenheim gelegen) benannt und gehört zum Siedlungsgebiet nordöstlich vom Ortskern und dem Gosener Damm. An der Nordseite der Straße befindet sich der Sportplatz von Müggelheim. | Berlin-Müggelheim Becherbacher Straße |
| Berghauser Straße (Lage)                  | 0620                                    | Berghausen, Ortsteil der Gemeinde Römerberg in Rheinland-Pfalz                                                 | 29. Jan. 1937       | Die Straße liegt zwischen Appelbacher und Eppenbrunner Weg, als Sackgasse über diesen noch hinaus im südwestlichen Siedlungsgebiet. Die Benennung der trassierten Straße 613 nach dem Bebauungsplan vom Ende der 1920er Jahre erfolgte 1937 nach einer Pfälzer Gemeinde, wie bei den umliegenden Straßen. | Berlin-Müggelheim Berghauser Straße |
| Birkweilerstraße (Lage)                   | 0200                                    | Birkweiler, Gemeinde in Rheinland-Pfalz                                                                        | 13. Mai 1929        | Die Straße liegt zwischen Odernheimer und Heisterbachstraße in der Trasse des als Straße 682 nach Bebauungsplan vorgesehenen Zugangs zu Grundstücken. 1935 sind im Adressbuch zwei Wohnhäuser und zwei Neubauten genannt. Sie liegt als nächste parallel nördlich von Alt-Müggelheim. | Berlin-Müggelheim Birkweilerstraße |
| Darsteiner Weg (Lage)                     | 0520                                    | Darstein, Gemeinde in Rheinland-Pfalz, im Landkreis Südwestpfalz                                               | 13. Juni 1936       | Die Straße, zuerst Straße 693, zwischen Gosener Damm und Geinsheimer Weg ist eine Betonstraße mit unbefestigten Randstreifen und ohne Entwässerungskanalisation und liegt als östlichste Straße der Siedlung nördlich von der Ortshauptstraße. Der Ausbau der Straße folgte 1936 einem Weg, der bis dahin nichtamtlich als Postlandweg bezeichnet worden war. 2007 wurde bekannt, dass die Benennung nach diesem Pfälzer Ort erfolgte, da die 106 Wähler der Gemeinde Darstein bei der Reichstagswahl 1930 geschlossen für die NSDAP gestimmt hatten (Darstein wurde „Ehrenmitglied der NSDAP“). Im Nachbarort Hauenstein stimmten fast alle gegen Hitler. | Berlin-Müggelheim Darsteiner Weg |
| Duchrother Straße (Lage)                  | 0830                                    | Duchroth, Gemeinde in Rheinland-Pfalz                                                                          | 8. März 1935        | Ein nach 1919 angelegter Teil der Straße hieß zunächst Gartenstraße und wurde 1935 unter Hinzuziehung der Trasse von Straße 670 nach Bebauungsplan in Duchrother Straße benannt. Nach Orten aus der Umgebung von Duchroth sind in Müggelheim weitere Straßen benannt, diese Benennungsvorgaben stehen im Zusammenhang mit der Herkunft der 20 Müggelheimer Kolonistenfamilien aus der Pfalz. Die weiter vom Ortskern nach Nordosten in der Siedlung liegende Straße liegt zwischen Hirseländer Weg und Staudernheimer Straße und geht von der Odernheimer Straße nach beiden Seiten ab. | Berlin-Müggelheim Duchrother Straße |
| Elmsteiner Weg (Lage)                     | 0260                                    | Elmstein, Gemeinde in Rheinland-Pfalz                                                                          | 18. Okt. 1937       | Die Straße liegt im Osten des Siedlungsgebietes südlich des Ortskerns zwischen Enkenbacher und Hornbacher Weg. Sie wurde 1937 auf der Trasse der Straße 612 des Bebauungsplans vom Ende der 1920er Jahre angelegt, auf Grund der Tradition der Müggelheimer Kolonistenfamilien aus der Pfalz sind die Straßen meist nach Pfälzer Orten benannt. Von den 28 Grundstücken sind im Adressbuch 1943 sechs bewohnte und zwei unbewohnte Wohnhäuser aufgeführt, 17 und 21 sind als nichttexistent benannt, die weiteren Grundstücke sind als Baustellen geführt. | Berlin-Müggelheim Elmsteiner Weg |
| Enkenbacher Weg (Lage)                    | 1300                                    | Enkenbach, Ortsteil der Gemeinde Enkenbach-Alsenborn in Rheinland-Pfalz                                        | 5. Nov. 1942        | Die Straße liegt zwischen Philipp-Jacob-Rauch-Straße und Krampenburger Weg im Siedlungsgebiet südwestlich vom Ortskern, wobei in Höhe Ludwigshöher Weg der Verlauf einen Nord-Ost-Bogen setzt. Zur Zeit der Straßenbenennung war die Pfälzer Gemeinde Enkenbach noch selbstständig. Die Straße wurde 1942 im Lauf der nach Bebauungsplan projektierten und wohl schon teilweise angelegten Straße 603, Straße 610 und Straße 611 festgesetzt. Im Adressbuch 1943 ist die Enkenbacher Straße zwischen Feldmark, Feldweg, Ludwigshöheweg, Berghauser, Sobernheimer Straße und Alsenzer Weg ausgeschrieben. Es existieren laut Adressbuch 27 mit Wohnhäusern bebaute Grundstücke und einige Sommerhäuser, aber es bestehen neben Baustellen auch unverkaufte Parzellen und Ackerland an der Straße. Die Grundstücke sind 1943 noch nicht nummeriert. Aktuell sind die Grundstücke 15–33, 43–147 (ungerade) sowie 22–34, 44–148 (gerade) bebaut, wobei einige Grundstücke in der Reihung entfallen und einige geteilte (a und b) Grundstücke darunter sind. | Berlin-Müggelheim Enkenbacher Weg · Berlin-Müggelheim Enkenbacher Weg |
| Eppenbrunner Weg (Lage)                   | 0620                                    | Eppenbrunn, Gemeinde in Rheinland-Pfalz                                                                        | 18. Okt. 1937       | Der Eppenbrunner Weg besteht aus einem Asphaltband als Fahrbahn mit unbefestigten Randstreifen am Südwestrand des südlichen Siedlungsgebiets zum Stadtforst Köpenick hin. Er liegt zwischen Sobernheimer und Berghauser Straße. Über letztere geht er als Sackgasse weiter und geht dann in einen unbefestigten Fahrweg und westlich der Siedlungshäuser einen Fußweg in den Forst über. Nach Bebauungsplan ist in diesem Verlauf die Straße 623 trassiert gewesen. | Berlin-Müggelheim Eppenbrunner Weg |
| Erlenbacher Steig (Lage)                  | 0250                                    | Erlenbach bei Dahn, Gemeinde in Rheinland-Pfalz                                                                | 5. Nov. 1942        | Der Erlenbacher Weg liegt zwischen Hallgarter und Rinntaler Steig. In dieser Lage bildet er den Rand der Siedlungsfläche im Süden des Ortsteils zwischen dem Hang am Ufer der Großen Krampe, am Ostende des Weges bei 34,1 m ü. NN, kreuzt den Münchweiler Steig bei 35,7 m ü. NN und mündet in den Bogen des Rinntaler Steigs vor dem Hochheimer Weg in einer Höhe von 44,0 m ü. NN, mit gut zehn Meter Steigung auf 250 Metern Straßenlänge. 1943 ist der Steig vom Rinntaler Steig abgehend aufgenommen, allerdings noch unbebaut. Die Straße gehört zur Siedlung Große Krampe, 1923 noch Wald mit einem Uferstreifen unter dem Namen Heiga. Im Adressbuch 1935 ist alles als parzelliertes Heiga-Gelände aufgeführt. Die Bodenformation änderte sich durch den Sandabbau für die Mörtelgewinnung. Das Land wurde nach dem Ende des Abbaus besiedelt. | Berlin-Müggelheim Erlenbacher Steig |
| Geinsheimer Weg (Lage)                    | 0780                                    | Geinsheim, Stadtteil von Neustadt an der Weinstraße in Rheinland-Pfalz                                         | 13. Mai 1929        | Der Geinsheimer Weg liegt zwischen Alt-Müggelheim (Ostende der Dorfaue) und Darsteiner Weg in der Siedlung nordostwärts vom Ortskern. Die im Bebauungsplan trassierte Straße 684 wurde bereits 1929 nach einem Pfälzer Ort benannt und als Zugang zu den Grundstücken als unbefestigter Sandweg eingerichtet. Im Adressbuch 1928 ist die Straße 684 schon angelegt und mit zwei Wohnhäusern ab Dorfstraße angegeben. Über den Darsteiner Weg geht eine unbefestigte Sackgasse bis zum Waldrand weiter, die im sonstigen Verlauf vorhandene Betonfahrstraße mit ihren breiten Randstreifen biegt hier in den Darsteiner Weg ein. Durch den Anschluss an die Dorfaue ist die Straße schon 1935 mit sieben Wohnhäusern bebaut, im Verlauf Dorf-, Heisterbacher Straße, Straße 698, Gersweiler, Meisenheimer Straße bestehen jedoch auch anliegende Forststücke und Ackerland. | Berlin-Müggelheim Geinsheimer Weg |
| Gersweileraue (Lage)                      | 0150 × 150 × 50 (dreieckige Grünfläche) | Gersweiler, Ortsteil der Gemeinde Finkenbach-Gersweiler in Rheinland-Pfalz                                     | 13. Mai 1929        | Zuerst Straße 688 des Müggelheimer Bebauungsplans aus den 1920er Jahren, liegt dieser Platz – eine Fläche mit Bäumen, Büschen und kreuzenden Sandwegen – zwischen Becherbacher Straße und Abtweiler Straße, im Süden mündet die Gersweiler Straße, im Norden die Staudernheimer Straße. Nach dem Verzeichnis des Statistikamtes gehören die Grundstücke Gersweileraue 2–14 (gerade) und 3–13 (ungerade) dazu. Im Jahr 1935 bestanden schon acht bebaute Grundstücke und drei Baustellen sowie vier lediglich parzellierte Grundstücke zur Gersweiler Aue. | Berlin-Müggelheim Gersweileraue |
| Gersweilerstraße (Lage)                   | 0250                                    | Gersweiler, Ortsteil der Gemeinde Finkenbach-Gersweiler in Rheinland-Pfalz                                     | 13. Mai 1929        | Die Geisweiler Straße liegt zwischen Geinsheimer Weg und Becherbacher Straße im Siedlungsgebiet östlich vom Ortskern, wo inzwischen asphaltiert jedoch ohne Straßenentwässerung. An der Straße liegen die Parzellen Gersweilerstraße 1–25 (ungerade) und 2–26 (gerade). 1935 waren schon 6, 8, 10, 14, 16, 22 und 26 bebaut, auf der linken Seite bestanden Baustellen. | Berlin-Müggelheim Gersweilerstraße |
| Glottertaler Straße (Lage)                | 0380                                    | Glottertal, Gemeinde in Baden-Württemberg                                                                      | 16. Aug. 1928       | Die Straße liegt zwischen Odernheimer Straße und Zur krummen Laake, in der Trasse von Straße 669. Für 1935 sind vier Wohnhäuser auf unnummerierten Grundstücken sowie Sommerhäuschen genannt. Die Straße führte zum Forst, teilweise auch hindurch. | Berlin-Müggelheim Glottertaler Straße |
| Gosener Damm (Lage)                       | 0630                                    | Gosen, Ortsteil der Gemeinde Gosen-Neu Zittau in Brandenburg                                                   | 8. März 1935        | Die Straße gehörte bis 1935 als östlicher Ortsausgang nach Gosen zur Dorfstraße. Der Gosener Damm schließt am Ortskern nach Westen an Alt-Müggelheim und im Osten an die Gosener Landstraße an. Er liegt zwischen Geinsheimer/Krampenburger Weg (Rand der Dorfaue) und Darsteiner Weg am Ostrand des besiedelten Gebiets. Am Waldrand verläuft der Gosener Damm im Bogen nach Osten, geradeaus geht der Winterweg genannte Wald-/Fußweg zum Nordufer der Großen Krampe. Die Straße ist im Berliner Straßensystem als übergeordnete Straßenverbindung kategorisiert und wurde 2003 saniert. | Berlin-Müggelheim Gosener Damm |
| Gosener Landstraße (Lage)                 | 3210                                    | Gosen, Ortsteil der Gemeinde Gosen-Neu Zittau in Brandenburg                                                   | vor 1920            | Die Straße ist die alte ostwärts führende Verbindung von Müggelheim nach Gosen, durch Forst (aktuell: Stadtforst Köpenick). Die Straße setzt den Gosener Damm bis zur Stadtgrenze fort. Der Verkehrsweg umfasst die Grundstücke Gosener Landstraße 1 und 101 (ungerade) und 104 (gerade). Der Übergang vom Gosener Damm zur Landstraße ist Ecke Winterweg am Übergang der Siedlungsfläche zum Köpenicker Stadtforst verzeichnet. Auf dem Grundstück Nr. 1 befindet sich der 1956 eröffnete Waldfriedhof Müggelheim. Grundstück 101 ist die Revierförsterei Fahlenberg, und Nummer 104 besteht aus einem Haus und einigen Bungalows abseits der Straße auf der Südseite, genannt Zimmermanns Lodge, die über einen 2,50 Meter breiten, 300 Meter langen Asphaltweg erreichbar ist. Die Landstraße ist im Berliner Straßensystem als übergeordnete Straßenverbindung kategorisiert. Die Gosener Landstraße überbrückt den Gosener Kanal auf der „Neuen Fahlenbergbrücke“, die auf der neuen Trasse die wegen Baufälligkeit abgerissene „Alte Fahlenbergbrücke“ ersetzte, und den Gosener Graben über die (inoffiziell) Fahlenbergbrücke genannte, (amtlich) namenlose Grabenbrücke. 40 Meter vor der Stadtgrenze zu Gosen folgt dann noch die Gosener Brücke (amtlicher Name) über das Fließ „Der große Strom“, das von den Gosener Wiesen zum Seddinsee entwässert. | Berlin-Müggelheim Gosener Landstraße |
| Grünstadter Weg (Lage)                    | 0770                                    | Grünstadt, Stadt in Rheinland-Pfalz                                                                            | 29. Jan. 1937       | Der Grünstadter Weg im Südosten des Ortsteils liegt zwischen Am Müggelberg und Sobernheimer Straße auf der Trasse der Straße 609. An der Kreuzung Ludwigshöheweg steht rechts ein freundliches, zweigeschossiges, cremefarbenes Haus mit rotem Ziegeldach, in dem Gerhart Hauptmanns Leichnam im Sommer 1946 für einige Tage Aufenthalt hatte. | Berlin-Müggelheim Grünstadter Weg |
| Hallgarter Steig (Lage)                   | 0650                                    | Hallgarten, Gemeinde in Rheinland-Pfalz                                                                        | 5. Nov. 1942        | Der Hallgarter Steig liegt zwischen Krampenburger Weg und Erlenbacher Steig, das nördliche Stück geht steil abwärts in Richtung zur Großen Krampe, und im südlichen Abschnitt liegt er parallel zum Ufer der Großen Krampe und führt in den Forst als Wanderweg weiter. Der nördliche Abschnitt vom Krampenburger Weg herunter hat ein Gefälle von elf Metern (46,9 zu 45,3 m ü. NN) auf 170 Meter Länge, die ersten 150 Meter parallel zum Ufer (hier liegen auch Häuser zum Ufer hin) sind es abermals zwei Meter. Vom Bogen um das Grundstück 39 direkt am Uferhang entlang verläuft der Weg auf 300 Meter nahezu horizontal. Die Straße gehört zur Siedlung Große Krampe, 1923 noch Wald mit einem Uferstreifen unter dem Namen Heiga. Im Adressbuch 1935 ist das parzellierte Heiga-Gelände aufgeführt, wobei dieses Kürzel für „Siedlungsgebiet Heim und Gartensiedlung“, kurz „Heiga“ genannt, steht. Die Bodenformation wurde durch Sandabbau für Mörtel verändert, und das Land wurde nach dem Ende des Abbaus beendet und besiedelt. Die Benennung im Jahr 1942 erfolgte im Zusammenhang mit dem Anlegen der Behelfsheime für ausgebombte Berliner. und ist im Adressbuch 1943 noch als ungebaut aufgeführt. | Berlin-Müggelheim Hallgarter Steig |
| Heisterbachstraße (Lage)                  | 0510                                    | Heisterbach, Kloster in Nordrhein-Westfalen                                                                    | 13. Mai 1929        | Die Trasse der Straße 683 wurde kurz nach der Erstellung des Bebauungsplans schon benannt. Sie liegt nahe der Dorfaue im Siedlungsgebiet nordöstlich vom Ortskern zwischen Geinsheimer Weg und Becherbacher Straße und endet vor der Grünfläche „Die Saugärten“. Östlich an der Straße liegt das Flurgebiet „Die Kramper Stücken“. | Berlin-Müggelheim Heisterbachstraße |
| Hinter der Düne (Lage)                    | 0280                                    | durch Müggelheim liegt hier ein Binnendüne                                                                     | 1. Aug. 2008        | Der Abschnitt der Straße 659 zwischen Hirseländer Weg und Odernheimer Straße wurde 2008 benannt. Der verbliebene Teil ist ein Privatweg (Privatstraße 659), der als unbefestigter Fahrweg zwischen dem nördlich anliegenden Berliner Stadtforst (zum Kleinen Müggelsee hin) und der südlichen KGA Hirseländer liegt. | Hinter der Düne: von Ecke Odernheimer Straße |
| Hirseländerweg (Lage)                     | 1850                                    | Hirseland, alte Flurbezeichnung                                                                                | 13. Mai 1929        | Der Hirseländerweg liegt zwischen Alt-Müggelheim/Müggelheimer Damm und Hinter der Düne, ist jedoch ortsnah durch ein Waldstück bis zur Norheimer/Müggellandstraße unterbrochen und im Waldgelände „Die breiten Stücken“ zwischen Kirsteiner und Kallbacher Straße nur als Fahrweg vorhanden. Vom Müggelheimer Damm abgehend, liegen an einer Sackgasse die Grundstücke 1–12 und 37–55 zwischen Kirstein- und Norheimer Straße, Nr. 80–176 liegen im Nordabschnitt zwischen Hinter der Düne und über die Kallbacher Straße hinweg. | Berlin-Müggelheim Hirseländerweg · Berlin-Müggelheim Hirseländerweg |
| Horchheimer Weg (Lage)                    | 0320                                    | Horchheim, Stadtteil von Koblenz in Rheinland-Pfalz, oder Horchheim, Stadtteil von Worms in Rheinland-Pfalz    | 5. Nov. 1942        | Die Straße gehört zur Siedlung Große Krampe, 1923 noch Wald mit einem Uferstreifen unter dem Namen Heiga (Heim und Gartensiedlung auf dem Gelände der vormaligen Tabbertschen Mörtelfabrik). Im Adressbuch 1935 ist das Siedlungsgebiet noch zusammenfassend als parzelliertes Heiga-Gelände aufgeführt. Die Bodenformation änderte sich durch den Sandabbau für Mörtel, danach entstanden an der Straße Wohnhäuser. | Berlin-Müggelheim Horchheimer Weg |
| Hornbacher Weg (Lage)                     | 0620                                    | Hornbach, Stadt in Rheinland-Pfalz                                                                             | 4. Dez. 1930        | Die Trasse der Straße 615 wurde 1930 in einem Gebiet, in dem weitere Straßen pfälzische Namen tragen, benannt. Sie liegt südlich vom Ortstskern zwischen Ludwigshöheweg und Sobernheimer Straße, quer in Ost-West-Verlauf in der Mitte der Siedlungsfläche. Der östliche Teil der Straße liegt zwischen der Wohnsiedlung auf dem Gelände der vormaligen Behelfsheimsiedlung Blumenfeld im Norden und der KGA Müggelheim II im Süden. Die Straße ist in gesamter Länge eine sechs Meter breite Asphaltbahn mit einem vier Meter breiten unbefestigten nördlichen und schmalen südlichen Randstreifen. | Berlin-Müggelheim Hornbacher Weg |
| Johann-Jacob-Baeyer-Straße (Lage)         | 0140                                    | Johann Jacob Baeyer (1794–1885), Geodät, Begründer der europäischen Gradmessung                                | 5. Nov. 1994        | Die Johann-Jacob-Baeyer-Straße wurde anlässlich des 200. Geburtstages des Generals und Geodäten Baeyer benannt, der in Müggelheim als Bauernsohn geboren wurde. Für ihn wurde am 6. Oktober 1962 ein Gedenkstein auf dem Dorfanger aufgestellt. Dies ist eine Erdkugel in Bronzeguss mit einem 10-Grad-Netz von Längen- und Breitengraden als Symbol für seine Arbeiten. Die Straße liegt als Sackgasse südlich vom Müggelheimer Damm (zwischen Ludwigshöheweg und Alsenzer Straße) ab. Vor der Benennung gehörten die Grundstücke der Straße zum Müggelheimer Damm Nr. 256a bis 262e. | Berlin-Müggelheim Johann-Jacob-Baeyer-Straße |
| Kallbacher Straße (Lage)                  | 0480                                    | Callbach, Gemeinde in Rheinland-Pfalz                                                                          | 16. Aug. 1928       | Die Straße liegt zwischen Zum Kiesgrund und Odernheimer Straße. Die im Bebauungsplan der Müggelheimer Besiedlungsflächen trassierte Straße 648 wurde bereits frühzeitig nach einem Pfälzer Ort benannt. Zwischen den beiden Weltkriegen wurde in zahlreichen deutschen Ortsnamen C durch K ersetzt (siehe etwa Koblenz, Kassel, Küstrin, Köpenick), sodass offenbar auch für Callbach eine Schreibweisenänderung erwartet und hier vorweggenommen wurde. Zur Straße gehören die Grundstücke 1–47 (ungerade) und 2–44 (gerade), wobei einzelne Grundstücke ausfallen, andere geteilt sind. Sie liegt im nordöstlichen Siedlungsgebiet hinter „Die breiten Stücken“, diese waren 1953 landwirtschaftlich genutztes Ackerland und sind heute ein (wohl unbewirtschaftetes) Waldstück, somit blieb diese Zwischenfläche bei der Besiedlungsplanung wohl (unverkauftes) Bauernland. Die Kallbacher Straße kreuzt den Hirseländer Weg, Steinbrechgang, und Zur Drachenbergwiese erschließen die Grundstücke südwestlich zu „Die breiten Stücke“ hin. 1943 zwischen Thalstraße und Odernheimer Straße liegend, sind 17 Siedlungshäuser, neun Sommerhäuser sowie nicht existente, unbebaute und unverkaufte Grundstücke auf 44 nummerierten genannt. Die Vergleichszahlen von 1935 nennen zwölf Siedlungshäuser, einige Sommerhäuser, dazu Baustellen (unbebaute Grundstücke), Parzellen (unverkaufte Flächen) und an der Odernheimer Straße auch Forstflächen, die Grundstücke sind noch nicht nummeriert. | Berlin-Müggelheim Kallbacher Straße |
| Kirsteinstraße (Lage)                     | 0470                                    | Hans Kirstein (1891–1942), Widerstandskämpfer gegen den Nationalsozialismus                                    | 24. Juni 1960       | Die Kirsteinstraße mit den Grundstücken 1–67 und 4–66 in Orientierungsnummerierung liegt zwischen Müggelland- und Odernheimer Straße und setzt den Verlauf der Müggellandstraße fort. Sie kreuzt den Hirseländer Weg, westlich ist die Straße auf beiden Seiten bebaut, im östlichen Abschnitt grenzt die Nordseite an das Waldstück „Die breiten Stücken“. Die Straße 632 wurde 1960 nach dem aus einer jüdischen Familie stammenden Hans Kirstein benannt, der in Müggelheim, Tongrubenweg 76, wohnte. Er wurde Opfer der 1942 auf der Wannseekonferenz beschlossenen faschistischen Vernichtungsaktion. Er wurde am 9. Oktober 1942 festgenommen und am 13. Dezember 1942 im Vernichtungslager Auschwitz ermordet. An ihn erinnert ein Gedenkstein vor seinem ehemaligen Wohnhaus, ein Stolperstein existiert nicht. | Berlin-Müggelheim Kirsteinstraße |
| Klafterzeile (Lage)                       | 0270                                    | Klafter, altes Raummaß für Holz                                                                                | 20. Apr. 1948       | Die Straße geht von der Glottertaler Straße nordostwärts ab, in Orientierungsnummerierung liegen an ihr die Grundstücke 1–31 und 6–30. Die Straße 667 des Bebauungsplanes wurde um 1936 angelegt und führt auf ein Waldgebiet zu. Die Fahrbahn ist ein Asphaltband, das bei Kanalisierungssarbeiten an der Müggelheimer Straße um 2000 wie auch im Ortsteil andernorts gezogen wurde. Die Straße endet am Wald in einem abbiegenden Forstweg. 1943 bestanden (an der Straße 667) elf Siedlungshäuser und fünf Sommerhäuser auf den noch nicht nummerierten Grundstücken zwischen Glottertaler Straße, Privatweg und Forst. Die heutigen Grundstücke 18, 18a, 20, 20a, 22 und die östlich davon liegenden an Zur krummen Laake werden durch einen mit Tor im Zaunfeld verschlossenen, nicht öffentlich zugänglichen Privatweg erschlossen (Hinterlandgrundstücke). | Berlin-Müggelheim Klafterzeile |
| Krampenburger Weg (Lage)                  | 0770                                    | Gaststätte Krampenburg im Stadtforst Köpenick                                                                  | 16. Aug. 1928       | Die Straße, nach Bebauungsplan zuerst Straße 626, liegt südlich zwischen Alt-Müggelheim und Horchheimer Weg. Sie führt in Richtung zur seit den 1990er Jahren nicht mehr betriebenen Gaststätte Krampenburg, die auf einer Landzunge zwischen der Großen Krampe und dem Langen See liegt. Die Straße gehört zur Siedlung Große Krampe, wo 1923 noch Wald mit einem Uferstreifen unter dem Namen Heiga bestand. Im Adressbuch 1935 noch zusammenfassend als parzelliertes Heiga-Gelände aufgeführt. Die dortige Bodenformation änderte sich durch Sandabbau für Mörtel, danach entstanden hier Wohnhäuser. Im nördlichen Abschnitt wurde den Müggelheimer Bauern Land abgekauft, um hier mit Arbeitskräften aus KZ eine Behelfsheimsiedlung für ausgebombte Berliner zu errichten. 1810 wurde in der Krampenburger Straße 13 ein Friedhof angelegt, der in den 1980er Jahren eingeebnet und in eine Grünanlage umgewandelt wurde. | Berlin-Müggelheim Krampenburger Weg Feuerwache · Berlin-Müggelheim Krampenburger Weg                                                                                        |
| Lettweilerstraße (Lage)                   | 0450                                    | Lettweiler, Gemeinde in Rheinland-Pfalz                                                                        | 16. Aug. 1928       | Als Straße 660 trassiert, erfolgte 1928 die Benennung für diesen Zufahrtsweg zwischen Hinter der Düne und Raumbacher Straße nach der südöstlich von Odernheim gelegenen Gemeinde, die heute zur Verbandsgemeinde Meisenheim gehört. Die Pfälzer Kolonistenfamilien sind 1747 aus dem Raum Odernheim und Meisenheim zugesiedelt und hatten von Friedrich II. Siedlungsprivilegien für 90 Morgen Land erhalten. Die Straße gehört zum nördlichen Siedlungsgebiet unweit vom Kleinen Müggelsee. | Berlin-Müggelheim Lettweiler Straße |
| Ludwigshöheweg (Lage)                     | 0810                                    | Siedler Franz Ludwig (1888–1951) oder Baupläne an der „Ludwigshöhe“ (mit Bezug zur Villa Ludwigshöhe von 1852) | 13. Mai 1929        | Die Straße liegt zwischen Müggelheimer Damm und Grünstadter Weg, im Osten der südlichen Siedlungen. Für 1935 ist der Lauf ab Müggelheimer Chaussee, Appelbacher, Hornbacher Weg (beide ostwärts) zum Forst bezeichnet, an der Chaussee und am Appelbacher Weg liegen noch Ackerflächen mit dem Kielschen Haus. Es folgen nach Süden das Burgermeisterhaus, auf der gegenüberliegenden Seite das Börgersche Haus und mehrere Sommerhäuser zum Forst hin. 1943 sind im Adressbuch weitere sechs Wohnhäuser angegeben und am Appelbacher Weg noch Ackerland. Im Verlauf bestehen (1943) der Enkenbacher (vorher: Straße 603) und Grünstadter Weg, die Straße 605 (nach Westen zu Am Müggelberg mit drei Grundstücken, heute: Pfalz-Zweibrücker Weg) ist angelegt, und neben dem Börgerschen Haus zum Ackerland am Müggelheimer Damm führt ein Feldweg vom Ludwigshöheweg weg. Ab 1996 entstand am Nordteil des Ludwigshöhewegs (westlich) zur Phillipp-Jacob-Rauch-Straße der „Wohnpark Ludwigshöhe“ mit 20 dreigeschossigen Sechsparteienhäusern am Westrand des besiedelten Teils von Müggelheim, mit Fördermitteln für eine Niedrigenergiehaussiedlung. Auf den fünf Hektar an der Ostseite des Ludwigshöhewegs sollten eine Kita für 100 Plätze und Geschossbauten mit 344 Wohnungen errichtet werden. Da die ehemals erteilten Baugenehmigungen abgelaufen sind und das Gebiet in der Siedlungsbegrenzungszone II der Verordnung des Landesentwicklungsplans für den Flughafen Schönefeld liegt, wird es wegen des Fluglärms nicht mehr bebaut. Der Name bezieht sich offensichtlich auf die Ortslage Ludwigshöhe, eine Herkunft dieses Namens ist nicht vollständig geklärt. Zwischen Müggelheimer Damm, Ludwigshöheweg, Appelbacher und Alsenzer Weg liegt eine offene, nur gering bebaute Fläche, die den Namen Ludwigshöhe trägt, teilweise als Ortslage gesehen. Einerseits wird als Namensvorlage die Villa Ludwigshöhe angenommen oder die Gemeinde Ludwigshöhe, eine Ortsgemeinde im Landkreis Mainz-Bingen in Rheinland-Pfalz. Ein Einfluss könnte von Franz Ludwig aus Neukölln ausgegangen sein. Er begann 1927 als Erster am Südwestrand von Müggelheim mit dem Bau eines Eigenheims. Das 1930 entstandene Haus (Appelbacher Weg 34) wurde um 1936 bezogen. Franz Ludwigs Gattin Minna soll eine Weißwäscherei betrieben haben. Im Adressbuch 1935 ist das Haus des Buchdruckers F. Ludwig im Appelbacher Weg als drittes Grundstück vom Ludwigshöheweg aus notiert. Im Jahr 1930 bestand der Ludwigshöheweg zwischen Feldmark an der Chaussee über Straße 615 (Appelbacher Weg) zum Forst mit dem Haus des Kraftwagenführers H. Schleese an der Ecke Straße 615, das Ludwigsche Haus gab es jedoch noch nicht im Adressbuch. | Berlin-Müggelheim Ludwigshöheweg · Berlin-Müggelheim Ludwigshöheweg |
| Meisenheimer Straße (Lage)                | 0730                                    | Meisenheim, Stadt in Rheinland-Pfalz                                                                           | 16. Aug. 1928       | Die Meisenheimer Straße liegt zwischen Gosener Damm und Abtweiler Straße, Grundstücke 1–59 (ungerade) und 2–50 (gerade) auf dem Flurstück „Die Weinberge“. Das seit der Kanalisierung angelegte Asphaltband der Fahrstraße biegt in die Abtsweiler Straße ab, die weiterführende unbefestigte Fahrbahn erschließt das anliegende Grundstück der Abtweiler Straße. Ab Grundstück 50 grenzt die Straße auf der östlichen Seite bereits an Waldgebiet des Berliner Stadtforsts Köpenick (Jagen 180). Nach dem Bebauungsplan war der Verkehrsweg die Straße 692; im Weiteren liegt die meisenheimer Straße auch in der Trasse von Straße 690. Im Jahr 1928 verfügte die Straße 692 bereits über zwei Wohnhäuser zwischen Dorfstraße und Forst und weitere Bebauung auf der westlichen Straßenseite. 1927 ist die Straße 692 nicht aufgeführt. | Berlin-Müggelheim Meisenheimer Straße |
| Mittelbrunner Steig (Lage)                | 0320                                    | Mittelbrunn, Gemeinde in Rheinland-Pfalz                                                                       | 5. Nov. 1942        | Der Mittelbrunner Steig liegt zwischen Sobernheimer Straße und Krampenburger Weg als Pflasterstraße mit zwei Gehwegen mit Straßenbäumen, vom Krambenburger Weg führt er als Sackgasse mit einer schmalen asphaltierten Fahrbahn ohne Gehweg weiter zum Uferweg an der Großen Krampe mit 12 Meter Gefälle auf 200 Meter Länge. Am Ufer befinden sich Liegeplätze für Boote. Südlich an der Gefällestrecke liegen Wohngrundstücke, an der Nordseite liegt eine Laubenkolonie auf Grundstück 17. Nach Bebauungsplan liegt der Steig auf der Trasse von Straße 627 und Fußweg 627a. Die Straße gehört zur „Siedlung Große Krampe“, die 1923 als Heiga (Heim und Gartensiedlung) bezeichnet wurde. Die Bodenformation änderte sich durch Sandabbau für die Mörtelfabrik Tabbert, danach entstanden auf der Fläche Wohnbauten. Insbesondere wurden in Berliner Randgebieten, auch in Müggelheim, Grundstücke für ausgebombte Berliner gesucht. Nahegelegen war dabei das Gebiet der Behelfsheimsiedlung. Im Adressbuch sind 1943 für den Müggelheimer Steig westlich vom Krampenburger Weg fünf Wohnhäuser benannt, für das abfallende Wegestück sind Baustellen notiert. | Berlin-Müggelheim Mittelbrunner Steig |
| Müggelheimer Damm (Lage)                  | 0160 (im Ortsteil)                      | Richtung nach Müggelheim aus Köpenick her                                                                      | 8. Aug. 1935        | Die Straße liegt im größeren westlichen Abschnitt zu Köpenick zwischen der Pablo-Neruda-Straße bis zur Ortsteilgrenze (190 Meter vor dem Ludwigshöheweg). Im Ortsteil geht diese Straße nach Osten ab der Aufspaltung an der Dorfaue als Alt-Müggelheim weiter. Die Straße ist im Berliner Straßensystem als übergeordnete Straßenverbindung kategorisiert. Vor der heutigen Benennung im Jahre 1935 galt seit den 1890er Jahren die Bezeichnung (nach der Richtung aus Köpenick) Müggelheimer Landstraße, teilweise auch Müggelheimer Chaussee. Die Straße von Köpenick nach Müggelheim wurde 2010 saniert und wurde durch die Einrichtung eines Discountermarktes aufgewertet. | Berlin-Müggelheim Müggelheimer Damm · Berlin-Müggelheim Müggelheimer Damm                                                                                                   |
| Müggellandstraße (Lage)                   | 0520                                    | Land der Müggelberge und des Müggelsees                                                                        | 1. Aug. 2003        | Die Straße entstand ab dem Jahr 1936 nach dem Bebauungsplan als Straße 635 zwischen Müggelheimer Damm und Hirseländer Weg. Sie geht in die Norheimer Straße über, dabei besteht ein Bogen an der Einmündung der Kirsteinstraße. Die ursprünglichen 20 aus der Pfalz wegen religiöser Probleme eingewanderten Kolonistenfamilien erhielten von Friedrich II. (der Alte Fritz) eine Erbverschreibung über 90 Morgen Land. Die Einwohner von Müggelheim bezeichnen das sie umgebende Forst- und Seegebiet selbst als Müggelland. Die Namensgebung 2003 erfolgte nach umfangreicher Diskussion und der Anforderung der Bürger, Nummernstraßen zu benennen. Diesem folgte dann das Bezirksamt für die öffentlichen Straßen 2008 in einer umfangreichen Aktion. Um 2000 wurde sie auf Anforderung der Bürger an der hiesigen Gewerbefläche (4–16, 9, 11, 21) mit Rad- und Gehweg und einer zweispurigen Asphaltstraße und Straßenbeleuchtung als westliche Zufahrt zu den nördlichen Siedlungen des Ortsteils mit EU-Fördermitteln ausgebaut, teilweise führt sie durch Waldflächen auf ungenutztem Ackerland. Am nördlichen Abschnitt ist die Fahrbahn als Asphaltband ohne wesentlichen Randstreifen bei der Herstellung und Sanierung der Kanalisation in Müggelheim nach 2000 angelegt, zumal hier die Südseite an ungenutzten Waldflächen anschließt und im Norden vorzugsweise Bungalows stehen, deren Grundstücke (außer 55) nicht der Müggellandstraße angehören. „Die Begründung für die Müggellandstraße klingt hingegen etwas kurios. Diese Gegend hier würde Müggelland genannt werden und die neu zu benennende Straße demnach vom Müggelheimer Damm ins Müggelland hineinführen, argumentiert der Ausschuss. Der Begriff würde vielfach von den Müggelheimern für die Müggelheimer Umgebung genutzt. […] Dennoch wurden die Straßenumbenennungen beschlossen und müssen jetzt nur noch umgesetzt werden.“ | Berlin-Müggelheim Müggellandstraße · Berlin-Müggelheim Müggellandstraße |
| Münchweilersteig (Lage)                   | 0080                                    | Glan-Münchweiler, Ortsgemeinde in Rheinland-Pfalz                                                              | 5. Nov. 1942        | Der Steig liegt zwischen Erlenbacher und Hallgarter Steig, in der Horizontale am Hang zur Großen Krampe. Die Straße gehört zur „Siedlung Große Krampe“, die 1923 als Heiga (Heim- und Gartensiedlung) bezeichnet wurde. Nach dem Abbau von Sand durch die Mörtelfabrik Tabbert entstanden auf den Flächen Wohngebäude. 1942 wurden in Müggelheim (wie anderen Berliner Ortsteilen) im Rahmen der Schaffung von Wohnraum für ausgebombte Großstädter Siedlungsgebiete angelegt und bebaut, wohl auch an diesem Steig. Die Namensgebung ist gemäß Kauperts.de auch nach anderen Orten möglich. | Berlin-Müggelheim Münchweilersteig |
| Neuhelgoländer Weg (Lage)                 | 0530                                    | Gaststätte Neu-Helgoland am Kleinen Müggelsee                                                                  | 13. Feb. 2001       | Der Weg setzt als schmale Asphaltfahrbahn durch den Forst die Odernheimer Straße fort und führt direkt bis zu der langjährig bestehenden Ausflugsgaststätte an der Müggelspree. Die Gaststätte hat die eigene postalische Adresse Neuhelgoland 1. Dem Weg gehören die Grundstücke Neuhelgoländer Weg 1–7 (ungerade) und 2–8 (ungerade) an. Der nördliche Abschnitt mit diesen Grundstücken und der Gaststätte gehört zum Spreeweg/Berliner Urstromtal, dem grünen Hauptweg Nr. 1 im System der Berliner Wanderwege. Der Weg führt durch den Köpenicker Wald und ist im Sommer (vorzugsweise in Gaststättennähe) oft an beiden Seiten zugeparkt, so dass wegen der geringen Straßenbreite gelegentlich Konflikte entstehen. | Ende des Neuhelgoländer Weges nahe der Gaststätte · Berlin-Müggelheim Neuhelgoländer Weg hier vom Buswendeplatz aus gesehen · Berlin-Müggelheim Neu-Helgoland Ausflugslokal |
| Norheimer Straße (Lage)                   | 0580                                    | Norheim, Gemeinde in Rheinland-Pfalz                                                                           | 1. Aug. 2003        | Der erste Name war Straße 639 nach der Nummerierung im Bebauungsplan für Müggelheim vom Ende der 1920er Jahre. Die Straße wurde wohl erst in den 1940er Jahren angelegt und 2003 auf Drängen der Bürgerschaft benannt. Die Straße liegt zwischen Odernheimer und Hirseländer Straße und setzt den kaum ausgebauten nördlichen Abschnitt der Müggellandstraße nach Osten fort. Der Straßenname wurde in Anlehnung an die Weinbautradition der Müggelseer Kolonisten nach dem ältesten urkundlich erwähnten Weindorf an der Nahe gewählt. | Berlin-Müggelheim Norheimer Straße |
| Odernheimer Straße (Lage)                 | v1810                                   | Odernheim am Glan, Gemeinde in Rheinland-Pfalz                                                                 | 16. Aug. 1928       | Die Straße liegt zwischen Alt-Müggelheim und Hinter der Düne. Sie führt als Hauptstraße von der Mitte der Dorfaue (Alt-Müggelheim) nach Nordost durch das nördliche Siedlungsgebiet und ist die historische Ortsverbindung von Müggelheim ins Fischerdorf Rahnsdorf über die Müggelspree. Im Berliner Straßennetz besitzt sie als einzige der Müggelheimer Straßen die Kategorie IV, Ergänzungsstraße. Sie ist im Adressbuch 1925 noch als Rahnsdorfer Weg notiert mit zwei bewohnten Grundstücken zwischen Dorfstraße und Spreewiesen. Mitunter wurde auch der Name Schwarzer Weg genutzt. Im Bebauungsplan für Müggelheim ist die Trasse als Straße 664 verzeichnet. 1928 wurde sie als Odernheimer Straße für die Siedlungspläne angelegt. Der Name geht auf den Herkunftsort der ursprünglichen Siedler des Kolonistendorfs Müggelheim aus dem Herzogtum Pfalz-Zweibrücken zurück. Bei der Kanalisierung im Ortsteil wurde 2006 diese Straße im Müggelheimer Zentrum saniert. An der Odernheimer Straße befinden sich ein Ärztehaus, das Ortsamt des Bezirks Treptow-Köpenick, die Grundschule und der Sportplatz an der Ecke Becherbacher Weg auf dem Gebiet der „Saugärten“. Im Adressbuch 1928 ist die Odernheimer Straße zwischen Dorfstraße und Spreewiesen (Bereich der 30er Straßen) notiert, auf einer Straßenseite Baustellen und das Wolfsche Haus des Aktionärs (hier Eigentümer) F. Wolf, das Haus des Monteurs W. Kuhtz und das des Lagerhalters M. Beyer, gegenüberliegend Ackerland und das Pröchtelsche Haus des Kaufmanns W. Pröchtel. | Odernheimer Straße: Buswendeplatz am Nordende · Berlin-Müggelheim Odernheimer Straße Grundschule · Berlin-Müggelheim Odernheimer Straße                                     |
| Pelzlakeweg (Lage)                        | 0120                                    | Pelzlake, ehemaliges flaches stehendes Gewässer (Lake) zwischen Müggelheim und Dämeritzsee                     | 13. Mai 1929        | Die Straße geht von der Staudernheimer Straße ab nach Nordwesten in die Fläche der „Saugärten“. Westlich vom Staudernheimer Weg sind die Grundstücke tief gestaffelt, so gibt es mehrere abgehende Zugangsstraßen, wovon der Pelzlakeweg der einzige benannte ist. Auch weicht der Name der 1929 angelegten Straße 674 von dem in den 1930er Jahren fast durchgehenden Muster ab, Straßen nach Pfälzer Orten aus der Umgebung von Odernheim (der Herkunft der ursprünglichen Kolonisten) zu benennen. Die Pelzlake ist ein wenig bekanntes, verlandetes ehemaliges Fenn östlich der Krummen Lake, zwischen Müggelheim und dem Dämeritzsee. Sie ist mit Laubbäumen aufgeforstet und mit Lichtungen und Wildäckern durchsetzt. Bereits im Adressbuch von 1930 ist das Trägersche Haus des Schneidermeisters F. Träger in dem bereits aufgeführten Pelzlakeweg genannt. | Berlin-Müggelheim Pelzlakeweg |
| Pfalz-Zweibrücker Weg (Lage)              | 0290                                    | Pfalz-Zweibrücken, ehemaliges Herzogtum in der Pfalz                                                           | 1. Juli 2008        | Der erste Name war Straße 605. Die Straße liegt quer zur Ortsteilgrenze Köpenicks hin (hinter der Westseite von Am Müggelberg) zwischen Am Müggelberg und dem Ludwigshöheweg, südlich der Wohnanlage Ludwigshöhe. „Grund für die Benennung ist […], die noch bestehenden Nummernstraßen nach und nach mit ordentlichen Straßennamen zu versehen. Mit der Benennung soll an die Herkunft der Gründer Müggelheims erinnert werden, die um 1747 aus dem damaligen protestantischen Herzogtum Pfalz-Zweibrücken kamen und als Kolonisten im Amte Cöpenick siedeln durften. Die Benennung ist im öffentlichen Interesse zur Verbesserung der Orientierung für Anlieger, Besucher und sonstige Verkehrsteilnehmer erforderlich.“ Die Straße selbst ist 1935 im Adressbuch noch nicht aufgeführt, aber als Querstraße von Straße 603 erwähnt, und 1943 sind auf der linken Seite vom Ludwigshöheweg zu Am Müggelberg das Belitzsche (eines Mechanikers), Noacksche (eines Betriebskaufmanns) und das Müllersche Haus (eines Instrumentenmachers) genannt. | Berlin-Müggelheim Pfalz-Zweibrücker Weg |
| Philipp-Jacob-Rauch-Straße (Lage)         | 0400                                    | Philipp Jacob Rauch (18. Jh.), erster Dorfschulze von Müggelheim                                               | 3. Feb. 1997        | Die Straße liegt in der Wohnanlage Ludwigshöhe und ist mit Niedrigenergiehäusern bebaut. Sie liegt zwischen Ludwigshöheweg und Am Müggelberg. Die Straße wurde angelegt und ausgebaut, als auf der Westseite im Norden des Ludwigshöhewegs und der Philipp-Jacob-Rauch-Straße Mitte der 1990er Jahre der Wohnpark Ludwigshöhe entstand. Der Namensgeber für die Straße Rauch war einer der 17 aus Odernheim am Glan eingewanderten Kolonisten aus dem Herzogtum Zweibrücken (Pfalz), die durch Friedrich II. am 1. Juni 1747 eine Erbverschreibung auf dem Gebiet des Köpenickschen Werders erhielten. Das Datum gilt als Gründungsdatum von Müggelheim. Rauch wurde der erste Dorfschulze im Ort, er wurde dazu am 1. Juni 1747 vom König ernannt und bekam für sein Amt 15 Morgen Land. 1728 heiratete Rauch Elisabeth Catharina Imschweiler. Das Amt des Dorfschulzen übte er bis 1748 aus, Nachfolger wurde Jacob Baeyer, der Großvater des Geodäten Johann Jacob Baeyer. Philipp Jacob Rauch verstarb im Alter von 75 Jahren am 21. Dezember 1775 in Müggelheim. | Berlin-Müggelheim Philipp-Jacob-Rauch-Straße |
| Raumbacher Straße (Lage)                  | 0380                                    | Raumbach, Gemeinde in Rheinland-Pfalz                                                                          | 16. Aug. 1928       | Die Raumbacher Straße wurde 1928 auf der Trasse von Straße 662 des Besiedlungsplans für Müggelheim angelegt und benannt. Sie liegt zwischen Hirseländer Weg und Odernheimer Straße im größer parzellierten ortsferneren Siedlungsgebiet im Nordosten. Die Straße ist als ursprüngliche Siedlungsstraße, wie die zu ihr parallelen Duchrother, Rehborner, Kallbacher Straßen, relativ breit und besitzt zwar unbefestigte, aber breite Randstreifen (keine Gehwege). | Berlin-Müggelheim Raumbacher Straße |
| Rehborner Straße (Lage)                   | 0340                                    | Rehborn, Gemeinde in Rheinland-Pfalz                                                                           | 16. Aug. 1928       | Die Straße liegt zwischen Hirseländer Weg (gegenüber Zur Bürgerheide) und Odernheimer Straße im Siedlungsgebiet nördlich vom Ortskern. Sie ist als Straße 650 trassiert und wurde schon 1928 nach einem Pfälzer Ort in Erinnerung an die ursprünglichen Siedler und Gründer des Kolonistendorfs Müggelheim auf dem Köpenicker Werder benannt. Der namensgebende Ort (im 21. Jhd. Landkreis Bad Kreuznach) liegt unweit von Meisenheim. Die Straße endet an der Odernheimer Straße vor dem Waldstück „Saugärten“, das einst als Ackerland zur Müggelheimer Feldflur gehörte. | Berlin-Müggelheim Rehborner Straße |
| Reichweilerweg (Lage)                     | 0160                                    | Reichweiler, Gemeinde in Rheinland-Pfalz                                                                       | 5. Nov. 1942        | Der Reichweilerweg liegt zwischen Sobernheimer Straße und Krampenburger Weg. Die Grundstücke 1–17 und 2–18 sind in Orientierungsnummerierung angelegt. Die Straße im Südosten der Müggelheimer Siedlungen war im Bebauungsplan als Straße 629 trassiert und ist im Adressbuch 1940 aufgenommen, jedoch unbebaut. Die Benennung 1942 erfolgte unter der Maßgabe, in Müggelheim die Behelfsheimsiedlung für ausgebombte Bürger der Berliner Innenstadt anzulegen und Bauland zu gewinnen. Doch noch im Adressbuch 1943 ist der Weg am Rande der Behelfsheimsiedlung unbebaut. | Berlin-Müggelheim Reichenweilerweg |
| Rinntaler Steig (Lage)                    | 0160                                    | Rinnthal, Gemeinde in Rheinland-Pfalz                                                                          | 5. Nov. 1942        | Zur Straße gehören die Grundstücke 2–28 (gerade) und 3, 9, 11 17–23 (ungerade). Die Straße liegt im Bogen zwischen dem Südende des Horchheimer Wegs und dem Ostende von Am Steilhang, wobei die Grundstücke 20, 21, 22, 22a und 23 an einem Vorplatz jenseits von Am Steilhang anliegen. Für die Grundstücke 24, 26, 28 geht am Grundstück 16 eine Seitenstraße als Zugang bis zum Hallgarter Steig am Steilufer zur Großen Krampe, von dieser geht auch der Münchweiler Steig ab. Der bogenförmige Abschnitt hat ein Gefälle von neun Metern auf 200 Meter Länge, die 80 Meter zum Hallgarter Steig fallen um einen Meter zum Ufer hin. Am Hochheimer Weg liegen die Grundstücke 2, 4, 6, von dem ab liegt der Erlenbacher Steig, der um zehn Meter zum Hallgarter Steig fällt. Die Straße gehört zur Siedlung Große Krampe, wo 1923 Wald stand und mit einem Uferstreifen die Heiga (Heim und Gartensiedlung) bestand. Im Adressbuch 1935 ist dies noch zusammenfassend als parzelliertes „Heiga-Gelände“ aufgeführt. Die Bodenformation wurde hier durch Sandabbau für die Mörtelfabrik Tabbert am Ufer der Krampe verändert, und das Land wurde nach dem Ende des Abbaus parzelliert und besiedelt. | Berlin-Müggelheim Rinntaler Steig |
| Rodenbacher Gang (Lage)                   | 0150                                    | Rodenbach, Gemeinde in Rheinland-Pfalz                                                                         | 5. Nov. 1942        | Der Rodenbacher Gang, vorher Privatweg 629a, liegt zwischen Reichweilerweg und Mittelbrunner Steig, parallel zu Sobernheimer Straße und Krampenburger Weg und erschließt die zwischen diesen beiden liegenden Grundstücke im Südosten des südlichen Müggelheimer Gebiets oberhalb der Siedlung Große Krampe und ortsnäher als die Waldsiedlung Müggelheim. Die Grundstücke 4–14 (gerade) und 3–15 (ungerade) werden durch die Eckgrundstücke Reichweilerweg 8 und 12 und Mittelbrunner Steig 7 ergänzt. Das „Gang“ im Straßennamen entspricht der Breite von sechs Metern im nördlichen und vier Metern im südlichen Teil; die bei der Kanalisierung von Müggelheim um 2000 allgemein aufgebrachte Asphaltdecke ermöglicht so im nördlichen Teil noch unbefestigte Randstreifen bis zur Grundstücksgrenze, die zum Mittelbrunner Steig dann fehlen. Die Umbenennung im Jahr 1942 erfolgte im Rahmen der Maßnahmen zur Hilfe für ausgebombte Bewohner der Innenstadt. 1943 sind für den Rodenbacher Gang Baustellen im Adressbuch genannt. | Berlin-Müggelheim Rodenbacher Gang |
| Rodestraße (Lage)                         | 0270                                    | Fritz Rode (1885–1940), Widerstandskämpfer gegen den Nationalsozialismus                                       | 24. Juni 1960       | Die Straße geht von der Glottertaler Straße nordostwärts ab, in Orientierungsnummerierung liegen an ihr die Grundstücke 1–29 und 6–30. Die Straße 666 des Bebauungsplanes wurde um 1936 angelegt und führt auf ein Waldgebiet zu. Die Fahrbahn ist ein Asphaltband, das bei Kanalisationsarbeiten an der Müggelheimer Straße um 2000, wie auch im Ortsteil andernorts, gezogen wurde. Die Straße endet am Wald in einem Forstweg. Der Namensgeber für die Straße, Fritz Rode, wohnte in der Müggelheimer „Kolonie Leopold“ (heute: Rodestraße 41). Rode hatte sich in der Zeit des Nationalsozialismus an der technischen Herstellung der illegalen Köpenicker KPD-Unterbezirkszeitung Stimme der Werktätigen beteiligt. Diese wurde bis September 1936 monatlich in 150 bis 200 Exemplaren gedruckt und vertrieben. Am 16. September 1936 verhaftete die Gestapo Fritz Rode, und im November 1937 verurteilte ihn das Berliner Kammergericht zu dreieinhalb Jahren Zuchthaus. Nach Verbüßung der Zuchthausstrafe wurde er in das KZ Sachsenhausen eingeliefert und am 9. August 1940 ermordet. | Berlin-Müggelheim Rodestraße |
| Schönhorster Straße (Lage)                | 1780                                    | Siedlung Schönhorst, Ortslage von Müggelheim an der Müggelspree                                                | 13. Feb. 2001       | Die Straße liegt zwischen Hinter der Düne/Odernheimer Straße/Neuhelgoländer Weg und der Lindenstraße in der Siedlung Schönhorst. An der Straße, die vorher amtlich unbenannt war, liegen die Grundstücke Schönhorster Straße 15–77 (fortlaufend). Die asphaltierte Straße führt meist durch den Forst in Richtung der Siedlung Schönhorst. Die Straße gehört zum Spreeweg/Berliner Urstromtal, dem grünen Hauptweg Nr. 1 im System der Berliner Wanderwege. | Schönhorster Straße ab Ecke Odernheimer · Berlin-Müggelheim Schönhorster Straße                                                                                             |
| Seddiner Weg (Lage)                       | 0470                                    | Seddinsee und Seddinberg, südöstlich von Müggelheim                                                            | vor 1932            | Die Straße geht als Sackgasse (keine Wendemöglichkeit für Lkw) nach Westen von der Staudernheimer Straße ab und liegt parallel zu Duchrother Straße und Pelzlakeweg. Sie endet am nördlichen Rand des Flurstücks Die Saugärten. Die hier am Waldrand folgenden Grundstücke gehören zur Duchrother Straße (lange Grundstücke) und im Folgenden zum Wollgrasweg. Der Seddinsee im Köpenicker Forst liegt östlich von Schmöckwitz, der Seddinberg wurde als Sandgrube genutzt, da der Wassertransport über den Seddinsee, die Dahme und die Spree günstig in die Innenstadt führte. 1932 erstmals im Adressbuch mit zwei bebauten Grundstücken aufgenommen, folgen in den Adressbüchern für 1934, 1936, 1938 und 1940 der Seddiner Weg zwischen Staudernheimer Straße und Forst jeweils mit sechs bebauten, bewohnten Grundstücken und der Angabe Parzellen für den übrigen Verlauf, teilweise auch die Angabe Baustelle und Neubau, ohne dass dies in jüngeren Adressbüchern wiederholt wurde, 1943 der gleiche Eintrag. Die Namenswahl für diese Straße (wie für Pelzlakeweg) unterscheidet sich von den anderen Ende der 1920er und in den 1930er Jahren vergebenen Straßennamen nach Orten aus dem Gebiet von Pfalz-Zweibrücken in Erinnerung an die Gründer des Kolonistendorfs Müggelheim. In der aktuellen amtlichen Liste sind die Grundstücke Seddiner Weg 1–9 (ungerade) und 4–10 (gerade) enthalten. | Berlin-Müggelheim Seddiner Weg |
| Siedlung Schönhorst (Bergstraße) (Lage)   | 0150                                    | Berg steht hier für den flachen Anstieg des Verkehrswegs                                                       | 16. Apr. 2005       | Der in Berlin mehrfach verwendete Straßenname Bergstraße wurde durch die Zuordnung des Namens der Siedlung eindeutig. Die Bergstraße geht im Norden der Spreestraße von dieser nach Osten gegenüber der Wiesenstraße ab und bindet an die Feldstraße. Sie erschließt die Grundstücke 1–50 (fortlaufend). | Berlin-Müggelheim Bergstraße |
| Siedlung Schönhorst (Feldstraße) (Lage)   | 0170                                    | Feld, symbolisch der Ackerfläche anliegend                                                                     | 17. Apr. 2005       | Der in Berlin mehrfach verwendete Straßenname Feldstraße wurde durch die Zuordnung des Namens der Siedlung eindeutig. Die Feldstraße geht ostwärts von der Lindenstraße ab und besitzt einen Abschnitt nach Norden, ohne Verbindung bis an die Spree und endet im Wald. In der amtlichen Liste sind die Grundstücke 1–50 (fortlaufend) genannt, vorhanden und bebaut sind jedoch nur 1, 3–13, 16 und 50 (fortlaufend). | Berlin-Müggelheim Feldstraße |
| Siedlung Schönhorst (Lindenstraße) (Lage) | 0250                                    | Linden, Laubbaumart                                                                                            | 18. Apr. 2005       | Der in Berlin mehrfach verwendete Straßenname Lindenstraße wurde durch die Zuordnung des Namens der Siedlung eindeutig. Die Lindenstraße liegt zwischen Schönhorster Straße und der Bergstraße und führt als Weg zum Walloch mit den Grundstücken 1–50 (fortlaufend) und erschließt östlich der Spreestraße parallel laufend die Siedlung. | Berlin-Müggelheim Lindenstraße |
| Siedlung Schönhorst (Spreestraße) (Lage)  | 0580                                    | nahe der Spree liegend                                                                                         | 14. Apr. 2005       | Der in Berlin mehrfach verwendete Straßenname Spreestraße wurde durch die Zuordnung des Namens der Siedlung eindeutig. Die Spreestraße liegt zwischen Schönhorster Straße und dem Spreeufer mit den Grundstücken 1–31 (ungerade) und 2–34 (gerade) und erschließt westlich der Lindenstraße parallel laufend die Siedlung. Die Straße führt am Spreeufer zum Spreeheim. | Berlin-Müggelheim Spreestraße |
| Siedlung Schönhorst (Wiesenstraße) (Lage) | 0430                                    | an den Wiesen liegend                                                                                          | 19. Apr. 2005       | Der in Berlin mehrfach verwendete Straßenname Wiesenstraße wurde durch die Zuordnung des Namens der Siedlung eindeutig. Die Wiesenstraße geht im Norden der Spreestraße von dieser nach Westen gegenüber der Bergstraße ab. Sie erschließt hier die Grundstücke 1–5 (ungerade) und 2–10 (gerade) bis an die KGA Schönhorst. | Berlin-Müggelheim Wiesenstraße |
| Siefersheimer Straße (Lage)               | 0100                                    | Siefersheim, Gemeinde in Rheinland-Pfalz, heute im Landkreis Alzey-Worms                                       | 16. Aug. 1928       | Die Straße ist eine Sackgasse, von der Heisterbacher Straße abgehend, und endet vor der Müggelheimer Grundschule. Als Straße 681 trassiert, wurde sie schon frühzeitig wie weitere Straßen in Müggelheim nach Orten aus der Pfalz benannt in Erinnerung an die Herkunft der 20 Kolonistenfamilien 1747, die aus der Pfalz stammten, wobei die namensgebende Gemeinde zwischen Appelbach und Wiesbach liegt. | Berlin-Müggelheim Siefersheimer Straße |
| Sobernheimer Straße (Lage)                | 0930                                    | Bad Sobernheim, Stadt in Rheinland-Pfalz                                                                       | 16. Aug. 1928       | Die Straße liegt zwischen Alt-Müggelheim und Eppenbrunner Weg. Sie erschließt als südliche Fortsetzung der Odernheimer Straße über die Dorfaue hinweg den südlich vom Zentrum liegenden Siedlungsraum, im Bebauungsplan Straße 622. Im Adressbuch von 1928 ist in diesem Verlauf der Weg nach Krambenburg verzeichnet. Die Krampenburg war seit 1906 eine Ausflugsgaststätte am südlichsten Punkt von Müggelheim zwischen Großer Krampe und Dahme (Langer See). 1930 sind an der Sobernheimer Straße zwischen Dorfstraße und Forst ein bewohntes Grundstück auf 33 (bereits nummerierte Grundstücke) des Rentenempfängers Bayer und des Polizei-Hauptwachtmeisters E. Jäck und Baustellen im Adressbuch aufgeführt. Das Gebiet östlich im Südteil der Straße gehört zur „Siedlung Große Krampe“, noch 1923 stand hier Wald mit einem Uferstreifen unter dem Namen Heiga (Heim- und Gartensiedlung). Im Adressbuch 1935 ist dieses zusammenfassend als parzelliertes Heiga-Gelände aufgeführt. Die Bodenformation wurde durch Sandabbau von der Mörtelfabrik Tabbert verändert und das Gelände nach dem Ende des Abbaus trassiert und besiedelt. Bei der Wahl des Straßennamens wurden pfälzische Ortsnamen herangezogen, um die Erinnerung an die ursprünglichen Siedler und Gründer des Kolonistendorfs Müggelheim aufrechtzuerhalten, die von Friedrich II. Erbverschreibungen über 20 Morgen Land auf dem Köpenicker Werder erhielten. | Berlin-Müggelheim Sobernheimer Straße · Berlin-Müggelheim Sobernheimer Straße                                                                                               |
| Staudernheimer Straße (Lage)              | 0480                                    | Staudernheim, Gemeinde in Rheinland-Pfalz                                                                      | 16. Aug. 1928       | Die Straße liegt zwischen Gersweiler Aue und Duchrother Straße. Als Straße 672 des Müggelheimer Bebauungs-(Besiedlungs)plans wurde sie bereits 1928 in Erinnerung an die ursprünglichen Gründer des Kolonistendorfs Müggelheim nach einem Ort benannt, der im weiteren Sinne im pfälzischen Gebiet liegt. | Berlin-Müggelheim Staudenheimer Straße |
| Steinbrechgang (Lage)                     | 0090                                    | Steinbrech, Pflanzengattung                                                                                    | 28. Feb. 2008       | Der erste Name in den 1930er Jahren lautete Straße 646. „Die Benennung ist im öffentlichen Interesse zur Verbesserung der Orientierung für Anlieger, Besucher und sonstige Verkehrsteilnehmer erforderlich. […] sowie das Bestreben des Bezirksamtes, die noch bestehenden Nummernstraßen nach und nach mit ordentlichen Straßennamen zu versehen. [… Die Namenswahl] in „Steinbrechgang“ entspricht der Lage an einem nicht genutzten Feld mit typischer Flora.“ | Berlin-Müggelheim Steinbrechgang |
| Straße 34 (Lage)                          | 0120                                    | Projektnummer nach Bebauungsplan                                                                               | nach 1935           | Der östliche Abschnitt der Straße wurde 2008 zu beiden Seiten der Straße Zur Fähre in Am Bauersee umbenannt. Die Trasse der Straße 34 ist teilweise von Grundstücken überbaut und besteht noch aus einem Abschnitt westlich der Straße 36 mit den Grundstücken 20 und 21. Sie ist gleichzeitig die Zufahrt für Straße 36 und Straße 37. Im Adressbuch 1939 ist sie mit „Post Bln.=Rahnsdorf“ als Quer- und Zufahrtsstraße zu Straße 50, Straße 35, Straße 36, Straße 37, Straße 38, Straße 39, Straße 40, Straße 41, Straße 42, Straße 43 mit einem Mehrparteienhaus an der Spree aufgeführt. Die Siedlung Spreewiesen war nach dieser Aufstellung im Adressbuch umfangreicher vorgesehen, als sie heute besteht, sie wurde wohl nach Kriegsausbruch 1940 nicht weiter ausgebaut und verwirklicht. Anzumerken ist auch die postalische Zuordnung über die Spree hinweg zu Rahnsdorf, anstatt wie heute durch den Wald zu Müggelheim. | Berlin-Müggelheim Straße 34 |
| Straße 36 (Lage)                          | 0280                                    | Projektnummer nach Bebauungsplan                                                                               | nach 1935           | Diese Straße zwischen Zur Fähre und der Müggelspree mit den Grundstücken 1–23 (ungerade) und 10–14 (gerade) wird nichtamtlich Eichkaterweg genannt. Sie liegt in der Siedlung Spreewiesen und wird im Süden an die neubenannte Straße Zur Fähre und in der Mitte von Am Bauersee angebunden. Im Adressbuch von 1939 ist sie zwischen Straße 34 und Müggelspree mit einem bebauten Grundstück aufgeführt und hat den Vermerk „Post Bln.=Rahnsdorf“. | Berlin-Müggelheim Straße 36 |
| Straße 37 (Lage)                          | 0240                                    | Projektnummer nach Bebauungsplan                                                                               | nach 1935           | Straße 37 ist eine der 30er Straßen, die für eine Siedlung in den Spreewiesen angelegt und trassiert wurden. Sie wird in der Mitte des Straßenlaufs von Straße 34 zugänglich gemacht. Im Adressbuch 1939 ist sie zwischen Müggelspree und Straße 34 mit dem Vermerk „Post Bln.=Rahnsdorf“ aufgeführt. Acht Grundstücke sind mit Wohnhäusern und mehrere mit Sommerhäusern bebaut, hinzu kommt ein Bootshaus. Aktuell sind die Grundstücke 1–23 (ungerade) und 2–24 (gerade) in der amtlichen Liste genannt. | Berlin-Müggelheim Straße 37 |
| Straße 38 (Lage)                          | 0270                                    | Projektnummer nach Bebauungsplan                                                                               | nach 1935           | Die Straße wird nichtamtlich auch als An den Schwarzerlen bezeichnet. Die Straße ist im Adressbuch 1935 noch nicht, aber für 1939 mit dem Vermerk „Post Bln.=Rahnsdorf“ eingetragen. 1939 ist sie zwischen Straße 34 und Müggelspree auf vier Grundstücken mit Wohnhäusern und auf einem mit einem Sommerhaus bebaut. In der aktuellen amtlichen Liste sind die Grundstücke Straße 38 Nr. 2–24 (gerade) und 3–25 (ungerade) zur Siedlung Spreewiesen gehörend aufgeführt. | Berlin-Müggelheim Straße 38 |
| Straße 41 (Lage)                          | 0170                                    | Nummerierung nach Bebauungsplan                                                                                | nach 1935           | Die Straße wird nichtamtlich auch als Lurchweg bezeichnet. Die Straße geht als unbefestigter Zufahrtsweg von der Schönhorster Straße nach Norden als Zugang zur „Siedlung Spreewiesen“. Die Wege der KGA zum Erschließen der Gartengrundstücke gehören amtlich nicht zur Straße 41. Die Straße ist im Adressbuch 1935 noch nicht, aber 1939 mit dem Vermerk „Post Bln.=Rahnsdorf“ eingetragen. Sie ist 1939 zwischen Straße 34 und Spree auf zwei Grundstücken mit Wohnhäusern bebaut. In der aktuellen amtlichen Liste sind die Grundstücke Straße 41 Nr. 1–46 (fortlaufend) aufgeführt. Die Straße ist die östliche der 30er Straßen einer in den 1930er Jahren projektierten Siedlung, die durch die Straße 34 angeschlossen werden sollte. Wohl wegen der folgenden Kriegsjahre wurde sie nicht durchgehend verwirklicht, im Adressbuch 1943 ist der gleiche Ausbauzustand wie 1939 angegeben. Zur Straße 41 gehören die Grundstücke 1–15 zwischen Straße 41 (Ostseite) und Lupenwehr (Seitenarm der Müggelspree), 2 (an der Müggelspree) und 42–46 (gerade) am Westrand der Siedlung, sowie 41, 43, 50, wobei letztere unbebaut sind. | Berlin-Müggelheim Straße 41 |
| Straße 659 (Lage)                         | 0520                                    | Nummerierung nach Bebauungsplan                                                                                | vor 1930            | Die Straße ist ein unbefestigter Fahrweg zwischen dem nördlich anliegenden Berliner Stadtforst (zum Kleinen Müggelsee hin) und der südlichen KGA Hirseländer. Ein östlicher Abschnitt der Straße 659 wurde 2008 als Hinter der Düne benannt. Die Straße ist im Adressbuch von 1930 als unbebaut unter dieser Bezeichnung, vom Hirseländer Weg abgehend, aufgeführt. | Berlin-Müggelheim Straße 659 |
| Straße zur Krampenburg (Lage)             | 1950                                    | Halbinsel und Gaststätte Krampenburg im Stadtforst Köpenick                                                    | 18. Jan. 2005       | Die Straße liegt zwischen Sobernheimer Straße und Krampenburg und erhielt 2005 diesen amtlichen Namen. Die Straße hatte inoffiziell schon seit langem diesen Namen und ist die Zufahrt zum Zeltplatz „Kuhle Wampe“, sie führte zur 1906 eröffneten und bis etwa 1977 betriebenen Gaststätte Krampenburg auf der gleichnamigen Halbinsel. Die Krampenburg war eine Ausflugsgaststätte am südlichen Ende des Werders zwischen Großer Krampe und Langem See. 1906 eröffnet, hatte sie einen großen Saal für 3000 Gäste und eine günstige Lage, um von Ausflugsschiffen erreicht zu werden. 1918 brannte der Saal ab, und der Besitzer verunglückte tödlich im letzten Kriegsjahr. Von Ende der 1920er Jahre an entstand rundum eine Laubenkolonie, hier lag das Zeltlager „Kuhle Wampe“. Insbesondere in der Nachkriegszeit Ende der 1940er und in den 1950er Jahren waren die Gaststätte und die Kolonie besucht. Seit 1976 wird das Restaurant jedoch nicht mehr betrieben. | Berlin-Müggelheim Straße zur Krampenburg – Krampenburg · Berlin-Müggelheim Straße zur Krampenburg                                                                           |
| Tongrubenweg (Lage)                       | 0770 + 210                              | Weg zur bis zum Ende des 19. Jahrhunderts bestehenden Tongrube                                                 | 17. Juni 1936       | Die Straße liegt an der westlichen Grenze zum Nachbarortsteil Köpenick zwischen Kirsteinstraße und An der Himmelswiese, hier folgt das Gelände der KGA Hirseländer nach Norden zum Kleinen Müggelsee hin. Sie ist in ihrer Trasse zwischen Am Wildbusch (Straße 655) und Zum Rehwinkel durch das Waldgebiet „Die Apfelstücken“ unterbrochen, wobei von Nord her über Zum Rehwinkel das Asphaltband als Fahrweg die Grundstücke bis zu einem unbefestigten Waldplatz erschließt und im südlichen Abschnitt ein Fußweg weiterführt. Am nördlichen Abschnitt liegen die Grundstücke 2–20 (gerade, westlich) und 1–21 (ungerade, Ostseite), am südlichen Straßenabschnitt Am Wildbusch bis Kirsteinstraße sind es 52–62 (ungerade) und 55–61 (gerade) über einen Waldstreifen hinweg, durch den das übliche Asphaltband als Fahrweg führt (63, 65 und 64, 66), es folgen dann 68–88 (gerade) und 67–93 (ungerade), und wiederum führt der Fahrweg durch das Waldstück (westlich Grundstück 92, östlich ohne Nummern) „Die breiten Stücken“ und schließlich mit Anschluss an die Kirsteinstraße 94–132 und 121–133. Die Asphaltdecke wurde im Rahmen der Kanalisierung auf fast allen Straßen verlegt und ein „langlebiges Provisorium in 4,50 Meter Breite“ geschaffen, für das die Anwohner keinen Beitrag zahlen mussten. Solche Straßengestaltung wurde 2002 für die Straße 695, Straße 696, Tongrubenweg, Grünstadter Weg und Eppenbrunner Weg geschaffen. Die Grundstücke sind schon 1939 im Adressbuch angegeben, wobei 1–53 und 2–50, 92–110 im Forst liegen und 93–123 Ackerland sind. 40 Grundstücke sind mit Sommerhäusern und Einfamilienhäusern bebaut und bewohnt, teilweise auf Doppelgrundstücken, aber auch auf geteilten Grundstücken (a und b), allerdings sind auch mehrere nicht vergebene Grundstücke (also ohne Eigentümer) noch als Parzellen aufgeführt. | Berlin-Müggelheim Tongrubenweg |
| Weg A (Lage)                              | 0220                                    | fortlaufend benannter Gartenwegname                                                                            | nach 1990           | Der Weg A ist ein Privatweg mit den Grundstücken 1–19 (ungerade) 8–24 (gerade) und liegt im Siedlungsgebiet südlich von Alt-Müggelheim zwischen Hornbacher Weg und Weg E. Der Weg A ist in der amtlichen Grundstücksliste verzeichnet und liegt in der (vormaligen) Behelfsheimsiedlung Blumenfeld. Im RBS-Detailnetz ist der Weg A nicht aufgenommen. | Berlin-Müggelheim Weg A |
| Weg B (Lage)                              | 0210                                    | fortlaufend benannter Gartenwegname                                                                            | nach 1990           | Der Weg B ist ein Privatweg und liegt mit den Grundstücken 1–19 (ungerade) und 2–18 (gerade) im Siedlungsgebiet zwischen Hornbacher Weg und Weg E. Der Weg B ist in der amtlichen Grundstücksliste verzeichnet und liegt in der (vormaligen) Behelfsheimsiedlung Blumenfeld. Im RBS-Detailnetz ist der Weg B nicht aufgenommen. | Berlin-Müggelheim Weg B |
| Weg C (Lage)                              | 0210                                    | fortlaufend benannter Gartenwegname                                                                            | nach 1990           | Der amtlich verzeichnete Weg C ist ein Privatweg und liegt mit den Grundstücken 1–21 (ungerade) und 2–22 (gerade) im Siedlungsgebiet zwischen Hornbacher Weg und Weg E. Er liegt in der Wohnsiedlung auf der Fläche der (vormaligen) Behelfsheimsiedlung Blumenfeld. Im RBS-Detailnetz ist der Weg C aufgenommen (44627) und besitzt die RBS-Klasse „VWEG“ jedoch die OKSTRA-Klasse „G“ (für Gemeindestraße). | Berlin-Müggelheim Weg C |
| Weg D (Lage)                              | 0190                                    | fortlaufend benannter Gartenwegname                                                                            | nach 1990           | Der Weg D ist ein Privatweg und liegt mit den Grundstücken 1–19 (ungerade) und 2–20 (gerade) im Siedlungsgebiet zwischen Hornbacher Weg und Weg E. Der Weg D ist in der amtlichen Grundstücksliste verzeichnet und liegt in der Wohnsiedlung auf der Fläche der (vormaligen) Behelfsheimsiedlung Blumenfeld. Im RBS-Detailnetz ist der Weg D nicht aufgenommen. | Berlin-Müggelheim Weg D |
| Weg E (Lage)                              | 0190                                    | fortlaufend benannter Gartenwegname                                                                            | nach 1990           | Der Weg E ist ein Privatweg und liegt mit den Grundstücken 3–23 (ungerade) und 4–26 (gerade) im Siedlungsgebiet zwischen Sobernheimer Straße und Weg A. Der Weg E in der Wohnsiedlung der (vormaligen) Behelfsheimsiedlung Blumenfeld ist in der amtlichen Grundstücksliste verzeichnet. Im RBS-Detailnetz ist der Weg E nicht aufgenommen. | Berlin-Müggelheim Weg E |
| Weg F (Lage)                              | 0120                                    | fortlaufend benannter Gartenwegname                                                                            | nach 1990           | Der Weg F ist ein Privatweg und liegt mit den Grundstücken 5–15 (ungerade) und 4, 6 im Siedlungsgebiet zwischen Sobernheimer Straße und Krampenburger Weg. Der Weg F ist in der amtlichen Grundstücksliste verzeichnet und liegt in der Wohnsiedlung auf der Fläche der Behelfsheimsiedlung Vogelwiese. Im RBS-Detailnetz ist der Weg F nicht aufgenommen. | Berlin-Müggelheim Weg F |
| Weg G (Lage)                              | 0190                                    | fortlaufend benannter Gartenwegname                                                                            | nach 1990           | Der amtlich aufgelistete Weg G ist ein Privatweg und liegt im Siedlungsgebiet zwischen Krampenburger Weg und Weg A. Er verbindet die Wohnsiedlung auf der Fläche der (vormaligen) Behelfsheimsiedlung Vogelwiese und Blumenfeld. Dem Weg G sind die Grundstücke 3–31 (ungerade) sowie 6, 8, 10 und 20–32 (gerade) zugeordnet, in der Nummerierung unterbrochen durch Eckgrundstücke an den Wegkreuzungen. Im RBS-Detailnetz ist der Weg G aufgenommen (44631) und besitzt die RBS-Klasse „VWEG“ jedoch die OKSTRA-Klasse „G“ (für Gemeindestraße). | Berlin-Müggelheim Weg G |
| Weg H (Lage)                              | 0150                                    | fortlaufend benannter Gartenwegname                                                                            | nach 1990           | Der Weg H ist ein Privatweg und liegt mit den Grundstücken 3–17 (ungerade) im Siedlungsgebiet zwischen Sobernheimer Straße und Krampenburger Weg, parallel zwischen Weg G und Reichweilerweg. Die Grundstücke der geraden Seite gehören zum Reichweilerweg. Der Weg H ist in der amtlichen Grundstücksliste verzeichnet und liegt in der Wohnsiedlung auf dem Gelände der vormaligen Behelfsheimsiedlung Vogelwiese. Im RBS-Detailnetz ist der Weg H nicht aufgenommen. | Berlin-Müggelheim Weg H |
| Weg J (Lage)                              | 0050                                    | fortlaufend benannter Gartenwegname                                                                            | nach 1990           | Der Weg J ist ein Privatweg und liegt mit den Grundstücken 1–9 (ungerade) im Siedlungsgebiet zwischen Sobernheimer Straße und Weg O. Der Weg I (alternativ J) ist in der amtlichen Grundstücksliste verzeichnet und liegt in der Wohnsiedlung an der KGA Müggelheim II. Im RBS-Detailnetz ist der Weg J nicht aufgenommen. | Berlin-Müggelheim Weg J |
| Weg K (Lage)                              | 0070                                    | fortlaufend benannter Gartenwegname                                                                            | nach 1990           | Der Weg K ist ein Privatweg und liegt mit den Grundstücken 3, 5 und 4 im Siedlungsgebiet zwischen Weg I und L. Der Weg K ist in der amtlichen Grundstücksliste verzeichnet und liegt in der Wohnsiedlung an der KGA Müggelheim II. Im RBS-Detailnetz ist der Weg K nicht aufgenommen. | Berlin-Müggelheim Weg K |
| Weg L (Lage)                              | 0090                                    | fortlaufend benannter Gartenwegname                                                                            | nach 1990           | Der Weg L ist ein Privatweg und liegt mit den Grundstücken 1–13 (ungerade) und 2–12 (gerade) im Siedlungsgebiet zwischen Weg O und Sobernheimer Straße. Der Weg L ist in der amtlichen Grundstücksliste verzeichnet und liegt in der Wohnsiedlung an der KGA Müggelheim II. Im RBS-Detailnetz ist der Weg L nicht aufgenommen. | Berlin-Müggelheim Weg L |
| Weg M (Lage)                              | 0160                                    | fortlaufend benannter Gartenwegname                                                                            | nach 1990           | Der amtlich gelistete Weg M ist ein Privatweg und liegt im Siedlungsgebiet südlich des Ortskerns zwischen Sobernheimer Straße und Krampenburger Weg. Er gehört zur Waldsiedlung und führt unstrukturiert parallel zu Enkenbacher Weg und Mittelbrunner Steig durch die zugeordneten Grundstücke 3–15 (ungerade), wobei die gegenüberliegenden (geraden) Grundstücke zum Benkenbacher Weg gehören. Der Weg gehört zur Siedlung Große Krampe, wo 1923 noch Wald mit einem Uferstreifen unter dem Namen Heiga war. Im Adressbuch 1935 noch zusammenfassend als parzelliertes Heiga-Gelände aufgeführt. Die Bodenformation wurde durch Sandabbau für Mörtel verändert, und das Land wurde nach dem Ende des Abbaus beendet und besiedelt. Im RBS-Detailnetz ist der Weg M aufgenommen (44637) und besitzt die RBS-Klasse „STRA“ und die OKSTRA-Klasse „N“ (für Nicht-Kommunalweg). | Berlin-Müggelheim Weg M |
| Weg N (Lage)                              | 0160                                    | fortlaufend benannter Gartenwegname                                                                            | nach 1990           | Der amtlich gelistete Weg N ist ein Privatweg und liegt in der Waldsiedlung Müggelheim zwischen Sobernheimer Straße und Krampenburger Weg und grenzt mit der Südwestseite unmittelbar an den Forst. An Nordost liegen die Grundstücke 3–17 (ungerade). Im RBS-Detailnetz ist der Weg N aufgenommen (44628) und besitzt die RBS-Klasse „STRA“ jedoch die OKSTRA-Klasse „F“ (für Fußgängerweg). | Berlin-Müggelheim Weg N |
| Weg O (Lage)                              | 0080                                    | fortlaufend benannter Gartenwegname                                                                            | nach 1990           | Der Weg O liegt ist ein Privatweg und mit den Grundstücken 2, 4, 6 (gerade) im Siedlungsgebiet südlich vom Ortskern zwischen Weg I und L. Der Weg O ist in der amtlichen Grundstücksliste verzeichnet, er grenzt unmittelbar an die KGA Müggelheim II. | Berlin-Müggelheim Weg O |
| Weg P (Lage)                              | 0270                                    | fortlaufend benannter Gartenwegname                                                                            | nach 1990           | Der amtlich gelistete Weg P ist ein Privatweg und liegt zwischen Geinsheimer Weg und Gosener Damm mit den Grundstücken 1–27 (ungerade) und 2–30 (gerade) im Siedlungsgebiet nördlich vom Ortskern. Im RBS-Detailnetz ist der Weg P aufgenommen (44640) und besitzt die RBS-Klasse „STRA“, sowie die OKSTRA-Klasse „G“ (für Gemeindestraße). | Berlin-Müggelheim Weg P |
| Weg Q (Lage)                              | 0190                                    | fortlaufend benannter Gartenwegname                                                                            | nach 1990           | Der amtlich gelistete Weg Q ist ein Privatweg und liegt mit den Grundstücken 2–22 (gerade) im Siedlungsgebiet Weinberge parallel zur Meisenheimer Straße (westlich noch als Stichstraße) zwischen Gosener Damm und über Zur Großen Krampe hinweg am Ostrand vom Müggelheim. Im RBS-Detailnetz ist der Weg Q aufgenommen (44641) und besitzt die RBS-Klasse „STRA“, sowie die OKSTRA-Klasse „G“ (für Gemeindestraße). | Berlin-Müggelheim Weg Q |
| Weg R (Lage)                              | 0170                                    | fortlaufend benannter Gartenwegname                                                                            | nach 1990           | Der amtlich gelistete Weg R ist ein Privatweg und liegt mit den Grundstücken 3–11 (ungerade) und 4–16 (gerade) im Siedlungsgebiet Weinberge am Ostrand der Siedlungsfläche im Haken zwischen Meisenheimer Straße und Zur Großen Krampe. Im RBS-Detailnetz ist der Weg R aufgenommen (44642) und besitzt die RBS-Klasse „STRA“, sowie die OKSTRA-Klasse „G“ (für Gemeindestraße). | Berlin-Müggelheim Weg R |
| Weg S (Lage)                              | 0140                                    | fortlaufend benannter Gartenwegname                                                                            | nach 1990           | Der amtlich gelistete Weg S ist ein Privatweg und liegt mit den Grundstücken 3–13 und 2–14 im Siedlungsgebiet Weinberge parallel zum Darsteiner Weg zwischen Gosener Damm und Zur Großen Krampe. Im RBS-Detailnetz ist der Weg P aufgenommen (44643) und besitzt die RBS-Klasse „STRA“, sowie die OKSTRA-Klasse „G“ (für Gemeindestraße). | Berlin-Müggelheim Weg S |
| Weg T (Lage)                              | 0170                                    | fortlaufend benannter Gartenwegname                                                                            | nach 1990           | Der amtlich gelistete Weg T ist ein Privatweg und liegt mit den Grundstücken 3–15 (ungerade) parallel zum Meisenheimer Weg, zu dem die Grundstücke der anderen Wegseite gehören, im Siedlungsgebiet Weinberge zwischen Geinsheimer Weg und über Weg U hinaus. Im RBS-Detailnetz ist der Weg T aufgenommen (44644) und besitzt die RBS-Klasse „STRA“, 100 Meter sind in der OKSTRA-Klasse „G“ (für Gemeindestraße) eingetragen, der verbliebene Wegabschnitt allerdings in der OKSTRA-Klasse „N“. | Berlin-Müggelheim Weg T |
| Weg U (Lage)                              | 0230                                    | fortlaufend benannter Gartenwegname                                                                            | nach 1990           | Der amtlich gelistete Weg U ist ein Privatweg und liegt mit den Grundstücken 3–19 (ungerade) im Siedlungsgebiet Weinberge vom Geinsheimer Weg nach Südwest und im rechten Winkel mit Anschluss zur Meisenheimer Straße. Die Grundstücke der nördlichen Seite (gerade) gehören zum Weg T. Im RBS-Detailnetz ist der Weg U aufgenommen (44645) und besitzt die RBS-Klasse „STRA“, 190 Meter sind in der OKSTRA-Klasse „G“ (für Gemeindestraße) eingetragen, der verbliebene 30 Meter lange Wegabschnitt allerdings in der OKSTRA-Klasse „N“. | Berlin-Müggelheim Weg U |
| Wiesbacher Weg (Lage)                     | 0220                                    | Wiesbach, Gemeinde in Rheinland-Pfalz                                                                          | 5. Nov. 1942        | Die zuerst als Straße 637 nach Bebauungsplan angelegte Straße wurde 1942 südlich vom Ortskern in der Behelfsheimsiedlung Blumenfeld angelegt und wie ortsüblich nach einem Pfälzer Ort benannt. Sie liegt zwischen Sobernheimer Straße und Krampenburger Weg. Die Straße ist ein Asphaltband mit Straßenentwässerung als Fahrbahn und unbefestigten Randstreifen vor den Grundstücken, die wohl vorzugsweise zum Parken der Fahrzeuge genutzt werden. An der Ecke Sobernheimer Straße/Wiesbacher Weg befand sich das KZ-Außenlager für die Häftlinge, die die Behelfsheimsiedlung errichteten. | Berlin-Müggelheim Wiesbacher Weg |
| Wolfsteiner Weg (Lage)                    | 0250                                    | Wolfstein, Stadt in Rheinland-Pfalz                                                                            | 5. Feb. 2008        | Die Straße liegt zwischen Enkenbacher und Hornbacher Weg im Südwesten vom Ortskern, sie war bis 2008 mit der Umbenennung Wolfsteiner Weg unter dem Namen Straße 611 parallel zu Ludwigshöhe- und Elmsteinerweg eine letzte Nummernstraße im Gebiet. „Grund [war es], noch bestehende Nummernstraßen nach und nach mit ordentlichen Straßennamen zu versehen. Die Benennung der Straße 611 nach der Stadt Wolfstein/Pfalz – Sitz der Verbandsgemeinde Wolfstein – lehnt an Benennungen von Nummernstraßen in diesem Gebiet nach Pfälzer Ortschaften an und soll an die Herkunft von Pfälzer Familien erinnern, die Müggelheim um 1747 gründeten. Die Benennung ist im öffentlichen Interesse zur Verbesserung der Orientierung für Anlieger, Besucher und sonstige Verkehrsteilnehmer erforderlich.“ | Berlin-Müggelheim Wolfsteiner Weg |
| Wollgrasweg (Lage)                        | 0070                                    | Wollgras, Pflanzengattung der hiesigen Umgebung                                                                | 1. Sep. 2008        | Der Wollgrasweg hieß bis zu seiner Umbenennung Straße 670a. Er geht von der Duchrother Straße nach Südwest als Sackgasse ab, führt als kurzer unbefestigter breiter Weg zum Waldstück „Die Saugärten“ und erschließt die fünf Grundstücke Wollgrasweg 3, 5 und 4–8 (gerade) und geht als nichtöffentlicher Waldweg in den anliegenden Forst weiter. Die Benennung führt zur Verbesserung der Orientierung für Anlieger, Besucher und sonstige Verkehrsteilnehmer. Die Namenswahl „Wollgrasweg bezieht sich auf die Lage in der Nähe des Naturschutzgebietes Krumme Lake. Der Straßenname soll daran erinnern, dass vor der Grundwassersenkung das Wollgras in den Sumpfarmen der Krummen Lake reichlich blühte.“ | Berlin-Müggelheim Wollgrasweg |
| Zu den Müggelheimer Wiesen (Lage)         | 0700                                    | Müggelheimer Wiesen                                                                                            | 19. Feb. 2001       | Der befahrbare und befestigte Waldweg, teilweise mit Asphaltdecke führt von Müggelheims Buswendeplatz zum Landschaftsschutzgebiet Müggelheimer Wiesen und trägt daher seinen Namen. Er liegt (befestigt) zwischen der Odernheimer Straße und „Zur Fähre“ und weiter bis nahe an den Schönhorster Weg, zumeist führt er durch den Berliner Forst. Der fortsetzende Weg ermöglicht die Zufahrt zur „Siedlung Spreewiesen“ über Straße 41. Der Weg trägt den Verlauf vom grünen Hauptweg Nr. 1 („Spreeweg/Berliner Urstromtal“) im System der Berliner Wanderwege und den Europa-Radweg R1. | Blick in die Straße nach Ost vom Buswendeplatz aus |
| Zum Kiesgrund (Lage)                      | 0190                                    | vormalige Kiesgrube                                                                                            | 1. Aug. 2008        | Die Straße geht am westlichen Ende der Kallbacher Straße nach beiden Seiten ab. An deren südlichem Ende führt ein Fahrweg durch das Waldstück „Die breiten Stücken“ zum Tongrubenweg, am nördlichen Ende führt der Waldweg durch einen verbliebenen Teil der Fläche „Die Apfelbaumstücken“ bis Zur Bürgerheide. Die Straße Zum Kiesgrund hieß bis zu ihrer Umbenennung Straße 652. Eine Umnummerierung der Grundstücke war nicht nötig, eine gleichnamige Straße in Berlin nicht vorhanden. „Die Benennung der Straße 652 in ‚Zum Kiesgrund‘ bezieht sich auf die Umgebung. Diese Straße führt am Rande einer ehemaligen Kies- und Tongrube, deren Sole nicht verfüllt, sondern parzelliert und mit Häusern bebaut wurde, auf dem ebenen Land vorbei.“ An der Südseite liegen die Grundstücke 2, 4, 8 und 40 (gerade) sowie Kallbacher Straße 1 und 2. Auf der nördlichen Straßenseite liegen 1–41, allerdings liegen 17–37 an einer nördlichen Seitenstraße, die die Zufahrt zu den Grundstücken im Gelände ermöglicht. Im Adressbuch 1943 fehlt Straße 652, diese ist aber 1987 auf der Karte enthalten. | Berlin-Müggelheim Zum Kiesgrund |
| Zum Rehwinkel (Lage)                      | 0390                                    | Kiefernbaumbestand mit vielen Wildtieren                                                                       | 1. Okt. 2008        | Die Privatstraße 695 wurde am 4. Juli 1991 in Straße 695 umbenannt und erhielt im Jahr 2008 ihre Benennung Zum Rehwinkel statt der Nummer. Die Straße liegt zwischen Tongrubenweg und Hirseländerweg. Sie wurde im Bestreben, Nummernstraßen zu beseitigen, umbenannt. „Die Benennung […] bezieht auf die Lage in der Nähe eines alten, sehr schönen Kiefernbaumbestandes, in dessen Gemarkung sehr viele Wildtiere leben. Die Benennung ist im öffentlichen Interesse zur Verbesserung der Orientierung für Anlieger, Besucher und sonstige Verkehrsteilnehmer erforderlich.“ | Berlin-Müggelheim Zum Rehwinkel |
| Zur Bürgerheide (Lage)                    | 0390                                    | Bürgerheide, Teil des Köpenicker Stadtforstes                                                                  | 28. Feb. 2008       | Die Straße Zur Bürgerheide hieß bis zu ihrer Umbenennung Straße 653, sie liegt zwischen Hirseländer Weg und über den Tongrubenweg hinweg. Ein anschließender nach Norden biegender, nicht öffentlicher Weg entlang der Grenze zu Köpenick wurde in die Umbenennung nicht einbezogen. „Die Benennung der Straße 653 in Zur Bürgerheide bezieht sich auf die Umgebung. Das in nordwestlicher Richtung über diese Straße zu erreichende Waldgebiet wird regional als Köpenicker Bürgerheide bezeichnet. […] Es fallen keine Umnummerierungen an.“ An der Nordseite der Straße liegen, nach Nordwest steigend, die Grundstücke 4–34, die gegenüberliegende Straßenseite ist ein Waldstück, das zu „Die Apfelbaumstücke“ gehört 1953 war die Straße nahezu unbebaut. Nach Adressbuch von 1943 standen hier zwei Wohnhäuser: das Langersche und das Wullsche Haus. | Berlin-Müggelheim Zur Bürgerheide |
| Zur Drachenwiese (Lage)                   | 0120                                    | ehemals bewirtschaftetes Feld an „Die breiten Stücken“                                                         | 1. März 2007        | Die Straße Zur Drachenwiese hieß zuerst Straße 647, sie liegt als Stichstraße mit den Grundstücken Zur Drachenwiese 1–7 (ungerade) und 4–8 (gerade) von der Kallbacher Straße nach Südwest zum Waldgebiet. „Die Benennung der Straße 647 […] bezieht sich auf die Umgebung. ‚Die breiten Stücken‘, auf denen die Kinder Drachen steigen lassen, grenzen unmittelbar an.“ Die Straße 647 ist im Adressbuch 1935 in ihrer heutigen Lage mit zwei bewohnten Häusern und Parzellen (unverkaufte Grundstücke) und 1943 mit vier Wohnhäusern und mindestens drei Sommerhäusern und Parzellen aufgelistet zwischen Kallbacher Straße und Feldmark. Das ehemals bewirtschaftete Feld an „Die breiten Stücken“ ist mit buschigen Gehölzen und Mager-Wiesenblumen bewachsen. Die einstigen Felder sind die letzten unbebauten Flächen und heute Wald und als Durchgang für das Wild von Bedeutung. | Berlin-Müggelheim Zur Drachenwiese |
| Zur Fähre (Lage)                          | 0490                                    | führt zur Anlegestelle der Fähre über die Müggelspree                                                          | 1. Juli 2007        | Der erste Name war Straße 35. Die Straße geht von Zu den Müggelheimer Wiesen nach ab zur Anlegestelle der Fährlinie F 23, die über die Müggelspree nach Rahnsdorf fährt. Straße 35 ist bereits im Adressbuch 1935 genannt zwischen Forst und Spree, sie wurde Anfang der 1930er Jahre angelegt (unbefestigter Sandweg). Anlieger sind vier Wohnhäuser, Sommerhäuser und das Restaurant Spreewiese von Gastwirt R. Schreiber, 1943 kommen zwei Wohnhäuser hinzu. Das Südende der Straße berührt den Europa-Radweg R1 und den Grünen Hauptweg 01 (Spreeweg/Berliner Urstromtal). | Berlin-Müggelheim Zur Fähre Fährmanannshaus · Berlin-Müggelheim Zur Fähre · Berlin-Müggelheim Zur Fähre Paule III                                                           |
| Zur Großen Krampe (Lage)                  | 0290                                    | Große Krampe, Bucht der Dahme                                                                                  | 1. Sep. 2008        | Der erste Name war Straße 691. Die Straße Zur großen Krampe, 1–27 und 2–22 in Orientierungsnummerierung, liegt zwischen Darsteiner Weg und Weg P und kreuzt über die Meisenheimer Straße. Dabei ist der Abschnitt westlich der Meisenheimer Straße eine Sackgasse, die durch das Carport am Einfamilienhaus Weg P 12 und den Bungalow auf Grundstück 16 versperrt ist. Der Straßenbelag ist das Asphaltband, das nach der Kanalisierung um 2000 auf fast allen Straßen verlegt wurde und ein „langlebiges Provisorium in 4,50 Meter Breite“ bietet. „Grund für die Benennung ist [… es], die noch bestehenden Nummernstraßen nach und nach mit ordentlichen Straßennamen zu versehen. Die Benennung […] bezieht sich auf die Lage unweit eines Nebensees des Langen Sees, der Großen Krampe [… und dient] zur Verbesserung der Orientierung für Anlieger, Besucher und sonstige Verkehrsteilnehmer […].“ | Berlin-Müggelheim Zur Großen Krampe |

## Ehemalige Straßennamen im Ortsteil

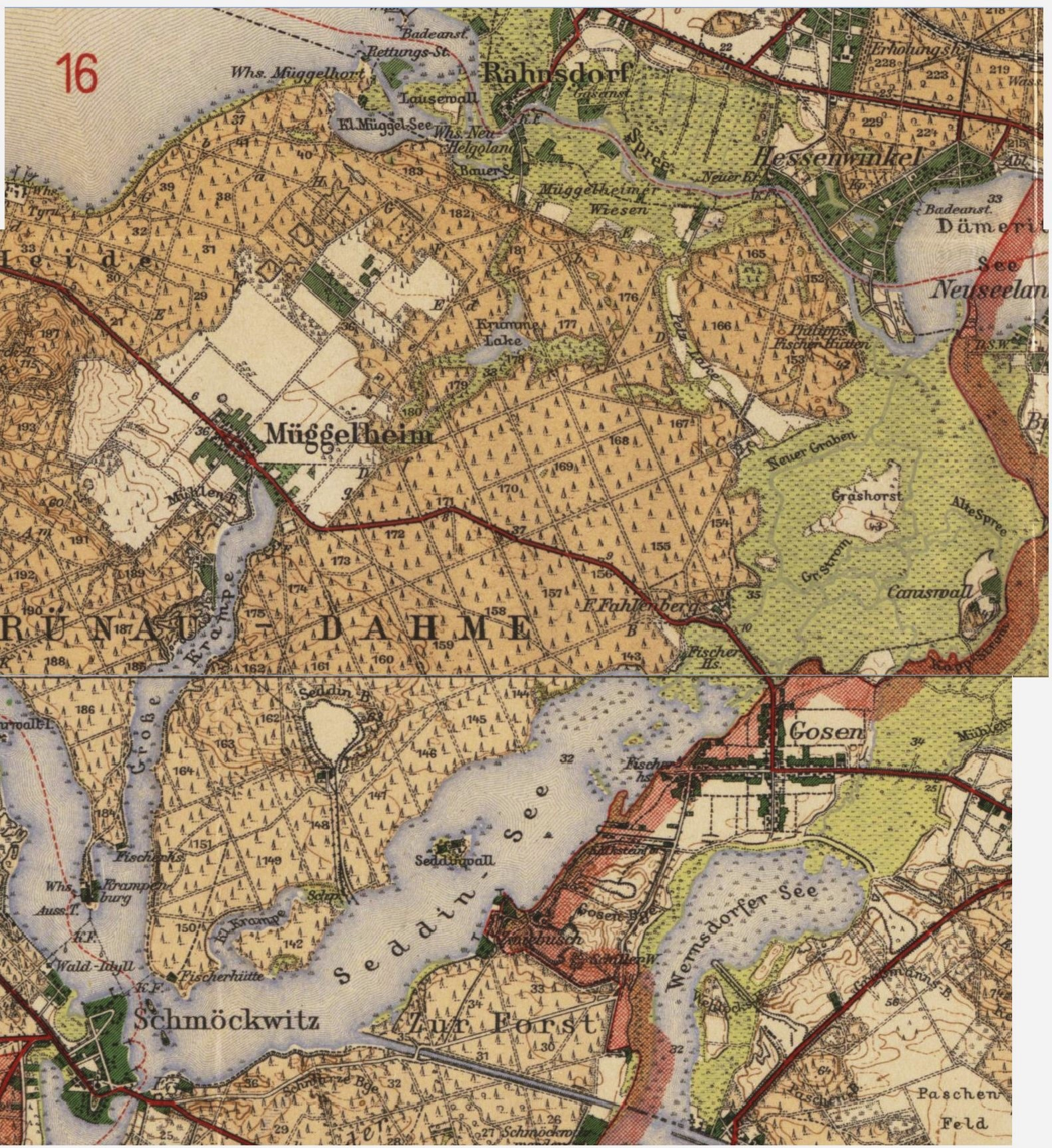
Karte von Berlin und Umgebung (1922) in zwölf Blättern VII Cöpenick und XI Königs-Wusterhausen auf Müggelheim begrenzt

Im Berliner Adressbuch von 1922 sind die Dorfstraße (mit 43 Grundstücken), die Gartenstraße (mit einem bebauten Grundstück), der unbebaute Rahnsdorfer Weg vom Dorf in die Spreewiesen und die Spreewiesen genannt, wobei letztere zwischen Dorf und Gemarkungsgrenze als Adresse des gleichnamigen Restaurants verzeichnet ist und die Straße 35 als Querstraße dazu. Die Dorfstraße wird von der Chaussee nach Cöpenick nach Westen verlängert, und abgehend sind der Rahnsdorfer Weg und der Weg nach Krampenburg, der im ortsnahen Teil als → Sobernheimer Straße benannt wurde.
- Dorfaue, Dorfstraße: Diese Bezeichnungen entstanden vermutlich schon mit der Ansiedlung 1747. Am 8. März 1935 wurde in mehreren Ortsteilen und Ortslagen die Dorfstraße durch Vorsatz der Silbe Alt- zum Ort benannt, da sich 1920 bei der Bildung von Groß-Berlin einige Straßennamen in der neuen Stadt häuften. Die Dorfaue/Dorfstraße wurde so zu → Alt-Müggelheim umbenannt. Der Abschnitt der Dorfstraße zwischen der Aue und der „Dorf“grenze wurde passend zu der Richtung zum Nachbarort Gosen zum → Gosener Damm benannt.
- Gartenstraße: Die nach 1919 mit Bezug zu hier entstandenen Gärten benannte Straße wurde am 8. März 1935 in → Duchrother Straße umbenannt. Duchroth, eine pfälzische Gemeinde (heute zum Landkreis Bad Kreuznach gehörend), gab den Namen passend zu umliegenden Straßen und passend zur Herkunft der ersten Siedler aus Pfalz-Zweibrücken.
- Müggelheimer Landstraße: Die um 1896 ausgebaute und benannte Müggelheimer Landstraße von Berlin nach Müggelheim wurde mit Beschluss vom 8. August 1935 im Verwaltungsbezirk Köpenick zum → Müggelheimer Damm.

## Weitere Örtlichkeiten in Müggelheim

### Kleingartenanlagen
„Für Kleingärten gelten die Vorschriften des Bundeskleingartengesetzes (BKleingG) vom 28. Februar 1983 (BGBl. I S. 210) zuletzt geändert durch Artikel 11 des Gesetzes vom 19.9.2006 (BGBl. I S. 2146). Da die Verwaltung der landeseigenen Kleingartenanlagen durch die Bezirksämter erfolgt, hat der Senat Verwaltungsvorschriften erlassen, die einheitliche Regelungen für die Kleingärtner auf landeseigenen Flächen gewährleisten.“

In Müggelheim sind bereits mehrere Kleingartenanlagen in dauerbewohnbare Siedlungsgebiete gewandelt worden, die nicht mehr dem Kleingartengesetz, sondern dem Baugesetz unterliegen. Dementsprechend wurden die (Privat-)Wege innerhalb der Gartenanlagen in gewidmete Straßen gewandelt.
- KGA Am Walloch: Insel am Walloch (Lage), Anlage auf 2.240 m² mit 20 Parzellen privatem Pachtland, die laut KEP erhalten werden sollte.
- KGA Müggelheim I: Ludwigshöheweg/Straße 605 (Lage), Kleingartenkolonie auf privatem Pachtland, das nach FNP für andere Nutzung vorgesehen ist, 23.600 m², 65 Parzellen.
- KGA Müggelheim II: Sobernheimer Straße/Hornbacher Weg (Lage) Dauerkleingartenanlage auf privatem Pachtland, nach FNP als Grünfläche ausgewiesen, 34.367 m², 89 Parzellen. Am 19. August 1965 wurde die Kolonie „Müggelheim II“ auf den Feldern der Bauern gegründet und wurde zu einer Gartenlandschaft mit vielen Lauben entwickelt.[74]
- KGA Spreewiesen: Spreewiesen/Straße 41 (Lage), Anlage auf 16.501 m² mit 30 Parzellen privatem Pachtland, die laut KEP erhalten werden sollten und nach dem beschlossenen Bebauungsplan als fiktive Daueranlage geführt werden.
- KGA Waldsiedlung Müggelheim: Krampenburger/Sobernheimer Straße (Lage), Anlage auf 8.422 m² mit 26 Parzellen privatem Pachtland, die laut KEP erhalten werden sollten und nach dem beschlossenen Bebauungsplan als fiktive Daueranlage geführt werden.

### Waldgelände, Parks

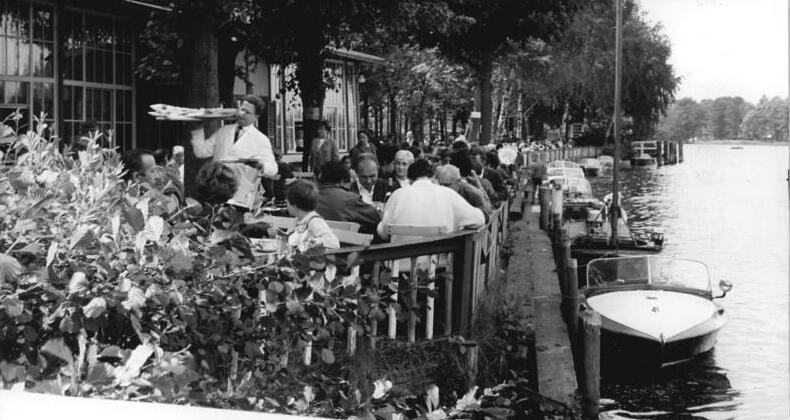
Gaststätte „Neu-Helgoland“ an der Müggelspree, 1968

- Waldfriedhof Müggelheim, landeseigener Friedhof an der Gosener Landstraße 1 / Im Jagen 172 (Lage), 20.012 m².

- Berliner Stadtforst, nördlich und in der Ortslage (Lage)
  - Die Apfelbaumstücken (Lage) liegen am westlichen Rand des Ortes mit 98.200 m².
  - Saugärten (Lage)

- Berliner Stadtforst, südlich der Ortslage (Lage)
  - Fischerheide (Lage), der südliche Waldzipfel zwischen Großer Krampe und Dahme
  - Seddinberg, daneben eine Sandgrube (Lage)
  - Schweineecke (Lage), Spitze am Nordufer des Seddinsees
  - Windecke (Lage) westlich der Kleinen Krampe an der Ortsteilgrenze zum Seddinsee in Schmöckwitz.
  - Windwall (Lage) östlich der Kleinen Krampe mit der Ortsteilgrenze zum Seddinsee in Schmöckwitz.

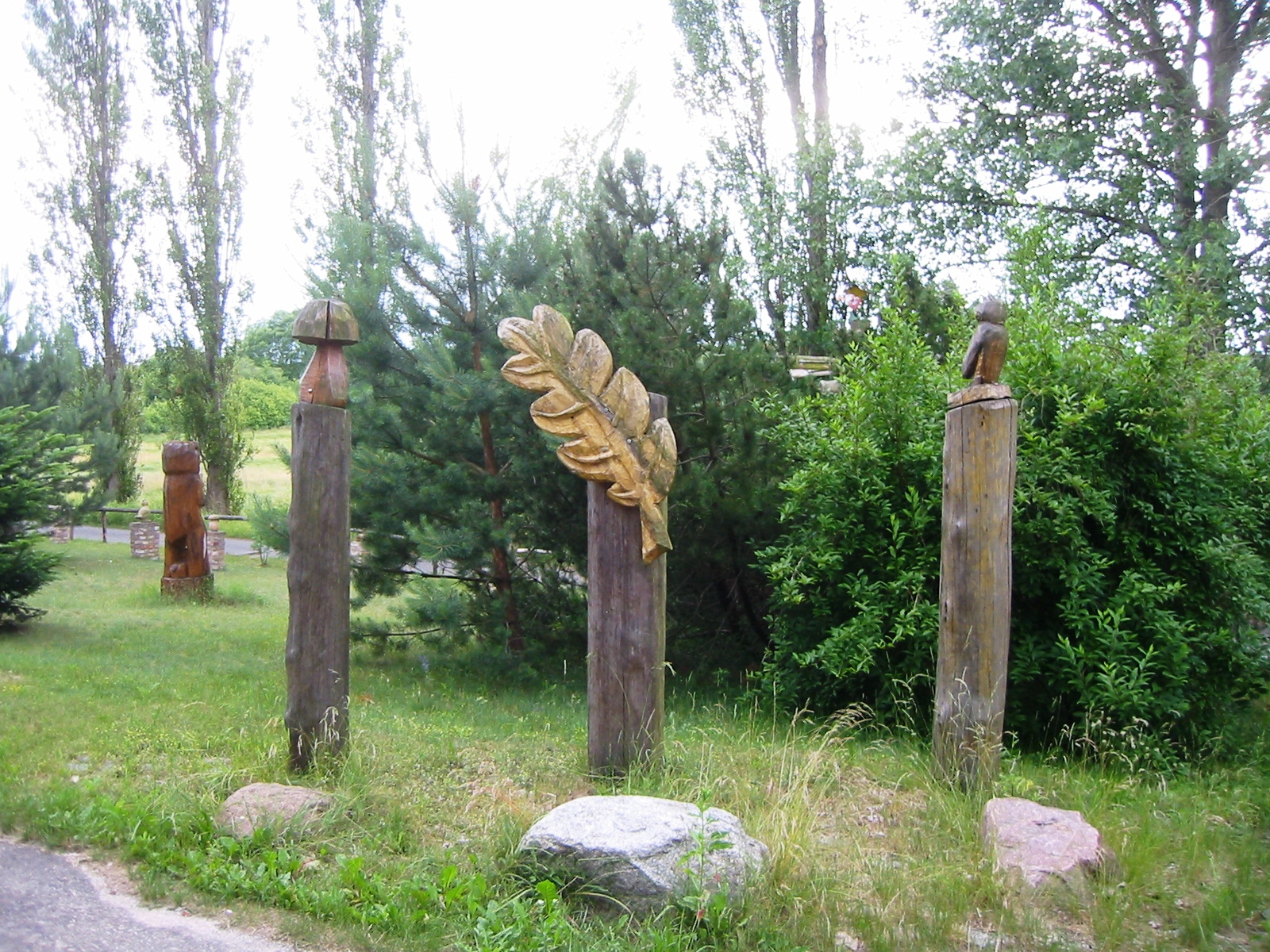
Freilandlabor Kaniswall Kunstwerk Agenda 21

- Naturschutzgebiet Gosener Wiesen im Osten des Ortsteils zwischen Großer Kanal und der Stadtgrenze, zusammen mit dem Seddinsee ein NSG seit 1995 mit 402,2 Hektar.
  - Bullenbuschwiese (Lage)
  - Die Holzkabeln (Lage)
  - Espenwerder (Lage)
  - Grasehorst, als Jagen 154A (Lage)
  - Schmöckwitzer Bruch (Lage), südlich der Müggelheimer Landstraße zum Seddinsee
  - Schmöckwitzer Bruchwiesen (Lage), nordöstlich der Müggelheimer Landstraße
  - Streitwall (Lage)
  - Kaniswall (Lage) mit einem Freilandlabor des Bezirksamtes Treptow-Köpenick, Am Kaniswall
  - Beiers Luch (Lage) Waldstück am Naturschutzgebiet Seddinsee

- Krumme Lake (See: Lage) und Pelzlake (Moorgebiet: (Lage)) sind seit 1995 als Naturschutzgebiet mit einer Größe von 329,3 Hektar gesichert.[75]

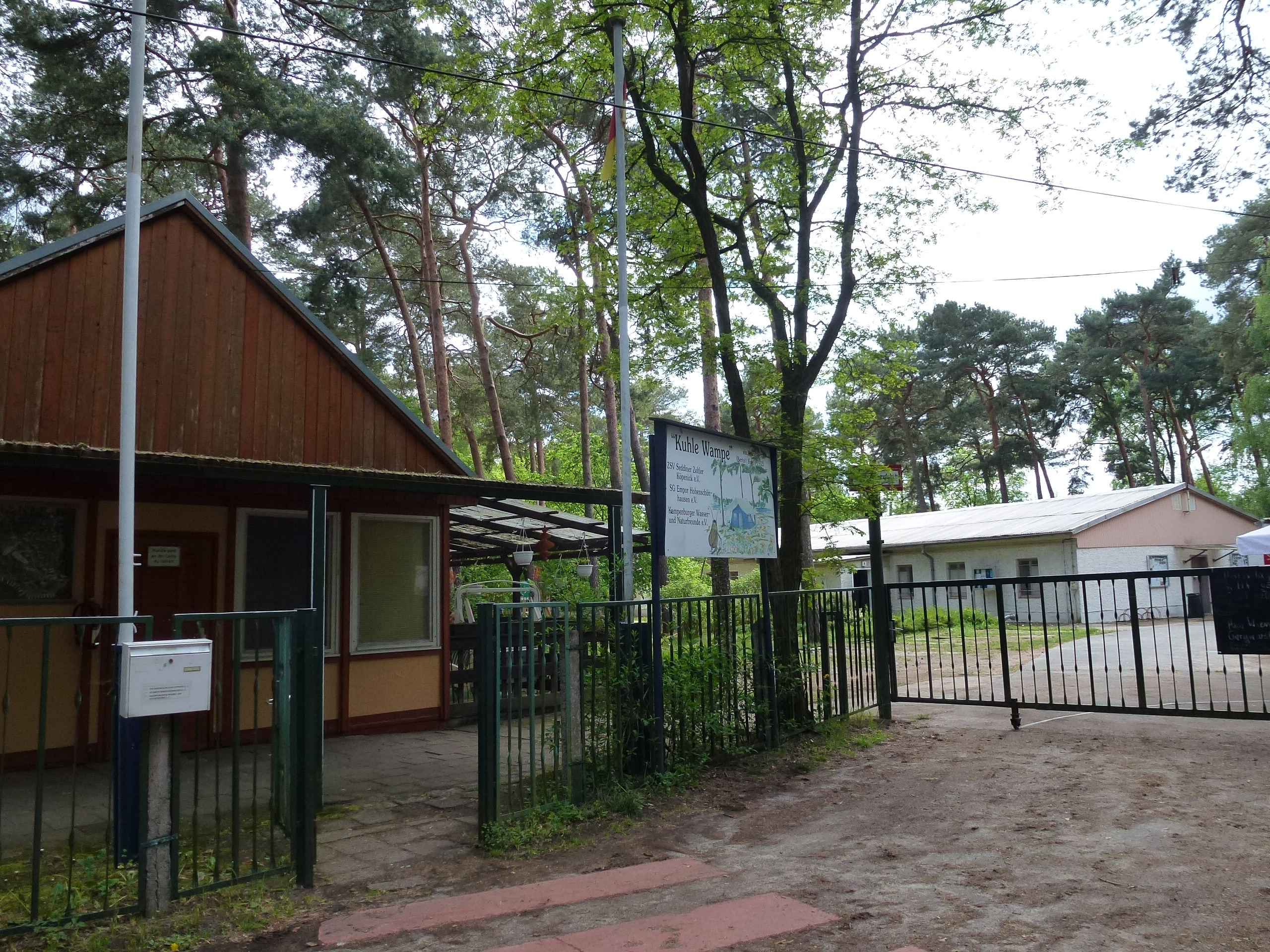
Straße zur Krampenburg Zeltplatz Kuhle Wampe

- Kuhle Wampe mit dem Zeltplatz nahe der Krampenburg (Lage), der Spielort des gleichnamigen Films

- Müggelheimer Wiesen (Lage) im Norden des Ortsteils
  - Der Zasing (Lage)

- Neu-Helgoland (Lage): namensgebende Traditionsgaststätte an der Müggelspree

- Der Spreeweg/Berliner Urstromtal (Grüner Hauptweg 01), teilweise identisch mit dem Radweg R1, führt zwischen Rahnsdorf und Köpenick durch den Norden des Ortsteils nahe der Müggelspree südlich der Müggelheimer Wiesen entlang.